# Yves Montand
« Montand » redirige ici. Pour l’article homophone, voir Montant.
Pour les articles homonymes, voir Livi (homonymie).
Ivo Livi, dit Yves Montand, né le 13 octobre 1921 à Monsummano Terme (Italie) et mort le 9 novembre 1991 à Senlis (Oise), est un chanteur et acteur français d'origine italienne.
Issu d'une famille ayant fui l'Italie fasciste, le jeune Ivo Livi grandit à Marseille et se passionne pour le cinéma, notamment pour les comédies musicales américaines, admirant Fred Astaire et ses numéros de claquettes. D'abord dans les cabarets marseillais, puis dans des salles et en tournée, grâce à son producteur Émile Audiffred, il se fait un nom dans la chanson et finit par monter à Paris après la guerre. Grâce au soutien d'Édith Piaf, il devient une vedette du music-hall français, avec des chansons comme Les Feuilles mortes, C'est si bon, Mais qu’est-ce que j’ai ?, Rien dans les mains, rien dans les poches ou encore La Bicyclette.
Son succès musical le mène au cinéma, où il s'impose avec Le Salaire de la peur (1952), film récompensé, et au théâtre dans Les Sorcières de Salem en 1955. Son passage sur les scènes de Broadway le conduit à tourner dans Le Milliardaire (1960), film musical hollywoodien, où il joue aux côtés de Marilyn Monroe. La consécration critique arrive avec la trilogie politique de Costa-Gavras (Z, L'Aveu et État de siège), qui lui confère un statut d'acteur engagé. Il renoue avec la comédie musicale pour Trois Places pour le 26 de Jacques Demy en 1988.
Acteur à succès tout au long des années 1960, 1970, puis 1980, il tourne sous la direction de grands réalisateurs français tels que Claude Berri, Henri-Georges Clouzot, Jean-Pierre Melville, Henri Verneuil, Costa-Gavras, Claude Sautet ou encore Alain Corneau, alternant les drames, les films politiques, les polars et les comédies. Beaucoup de ses films sont devenus des classiques du cinéma français, comme Paris brûle-t-il ? (1966), Le Diable par la queue (1969), Le Cercle rouge (1970), La Folie des grandeurs (1971), César et Rosalie (1972), Vincent, François, Paul… et les autres (1974), Le Sauvage (1975), Police Python 357 (1976), I… comme Icare (1979) et le diptyque Jean de Florette / Manon des sources (1986).
Connu pour son engagement politique à gauche, Montand interprète de multiples chansons et films engagés, dont ceux de Costa-Gavras, dénonçant les extrémismes. Militant du Mouvement de la paix et des Droits de l'homme, il chante à l'Olympia en soutien aux Chiliens après le coup d'État de Pinochet.
Avec Simone Signoret, qu'il épouse en 1951, il forme l'un des couples les plus célèbres du cinéma français.

## Biographie

### Famille et jeunesse
Ivo Livi, fils de Giovanni Livi et Giuseppina Simoni (1893-1971), naît à Monsummano Alto, en Toscane (Italie), un an avant l'arrivée au pouvoir de Benito Mussolini (le 31 octobre 1922) et la mise en place du régime fasciste. Il est le dernier enfant d'une fratrie de trois enfants, avec Lydia (1915-2003) et Giuliano (dit Julien, 1917-1994). Il est issu d'une famille ouvrière et militante, qu'il vénérera toute sa vie, et à qui il doit son attachement pour le communisme.
En 1923, en raison de ses activités militantes communistes, le père d'Ivo Livi voit son atelier incendié par les Chemises noires, qui le passent ensuite à tabac. Il fuit alors les persécutions de l'Italie fasciste, emmenant avec lui toute sa famille. Souhaitant émigrer vers les États-Unis, il est en transit à Marseille lorsque le consulat américain cesse de délivrer des visas en raison de nouvelles restrictions à l'immigration. La famille est alors bloquée dans la cité phocéenne, et s'installe dans un des quartiers industriels et ouvriers du nord de la ville, où se trouve une importante communauté toscane. Ivo n'a alors que deux ans. Son père crée une petite fabrique de balais dans le quartier des Crottes. Les deux aînés quittent rapidement l'école pour gagner leur vie : Lydia devient coiffeuse, et son frère Julien serveur de café et fervent militant communiste. L'enfance d'Ivo est difficile matériellement ainsi que moralement. Il est en effet considéré comme un « immigré rital ». C'est à cette époque qu'il se passionne pour le cinéma et notamment pour les comédies musicales américaines, en particulier celles de son idole Fred Astaire et ses numéros de claquettes.
Par décret du 20 janvier 1929, la famille Livi obtient la nationalité française et Ivo voit son prénom francisé en Yves. La même année, la famille déménage dans le quartier de La Cabucelle, impasse des Mûriers. Les conséquences de la Grande Dépression ruinent le père d'Yves qui dépose le bilan de la fabrique familiale de balais en 1932. Yves a onze ans et est nettement plus grand que la moyenne des enfants de son âge lorsqu'il falsifie ses papiers pour se faire engager dans une fabrique de pâtes (la loi interdit le travail avant l'âge de quatorze ans). Il sera encore livreur, également serveur dans la confiserie « Mignon » avant d'être à quatorze ans apprenti dans le salon de coiffure pour dames où travaille sa sœur Lydia, et il passe avec succès un CAP de coiffeur. Il travaille par la suite sur les docks de Marseille.

### Ascension

#### Premiers pas dans les cabarets marseillais
En 1938, à dix-sept ans, Yves Livi décroche une place de « chauffeur de salle » dans un cabaret de music-hall de Marseille. Par la suite, il participe à un spectacle dont la première partie accueille des débutants. Il chante Trenet (C'est la vie, Boum), Chevalier (On est comme on est) et se livre à des imitations de Fernandel et de personnages de Walt Disney. L'organisateur du spectacle, Francis T (de son vrai nom Trotobas, alias Berlingot), le prend sous son aile et lui conseille de se trouver un nom de scène. Yves Livi devient Yves Montant — orthographié alors avec un « t » — pseudonyme choisi en souvenir de sa mère. Car dans son mélange d’italien et de français, elle lui criait afin qu’il rentre lorsqu'il jouait dans la rue : « Ivo, monta ».
Francis T, chanteur-parodiste, organisateur et animateur de spectacles, devient alors son premier imprésario et l'accompagne de 1938 à 1941. Il commence des cours de chant avec Marguerite Francelli l'été 1937. Le débutant, de temps à autre, décroche quelques engagements ; sur scène, il est accompagné au piano par Mado, la fille de son professeur de chant. Ses galas le conduisent parfois jusqu'à Narbonne et Toulouse et, au début de 1940, son nom attire le public. Montand ambitionne alors de passer à l'Alcazar de Marseille.
Le 21 juin 1939, il joue sur la scène de l'Alcazar de Marseille, et mêle aux reprises des créations originales. Le public est conquis. Cependant, la guerre éclate et remet en cause son projet de « monter à Paris ».
Yves Montand se retrouve manœuvre aux « Chantiers et Ateliers de Provence ». Un emploi qu'il perd et, ne retrouvant pas de travail, il décide de chercher des engagements comme chanteur. Il passe dans des cafés, des cabarets modestes, des cinémas où il chante durant l'entracte. Il trouve un emploi de docker et chante encore parfois le dimanche. Francis T, en janvier 1941, lui permet de reprendre à plein temps la chanson.
Au début de l'été 1941, Yves Montand se produit une seconde fois à l'Alcazar et obtient un triomphe. Il est remarqué par le producteur Émile Audiffred, surnommé « Audi », qui prend en charge sa carrière, persuadé de tenir un chanteur au fort potentiel scénique. Avec lui, le chanteur suit des cours de danse et affine son jeu de scène. Audiffred lui présente Reda Caire qui lui apprend à mieux chanter, articuler, soigner sa diction et sa présentation sur scène ; il lui enseigne aussi les bonnes manières et en fait son « secrétaire » particulier. Le biographe Emmanuel Bonini, dans son livre Le Véritable Yves Montand, soutient que le chanteur a entretenu une relation intime avec Yves Montand pendant la guerre, confirmant les propos de Jean-Claude Brialy tenus à l'émission Tout le monde en parle en 2004. Audiffred fait comprendre à Montand qu'il doit agrandir son répertoire, car « Vivre sans chanson, pour un artiste, c'est vivre sans amour ; on n'est rien du tout » lui dit-il, et le chanteur ajoute des chansons célèbres qu'il se réapproprie avec succès. Montand se souvient d'Audiffred pour L'Express en 1969 : « C'est à lui que je dois mes débuts. Il a été très chic pour moi. Il me disait : “Tu verras, petit, tu seras mondial à Marseille !” Et on riait tous les deux. N'empêche que, le premier soir, j'avais un de ces tracs ».
Audiffred le fait chanter au Colisée Plage à Marseille et à Lyon en première partie de Rina Ketty. À Marseille, Montand obtient un nouveau succès avec son passage au Théâtre de l'Odéon. Il chante à Aix, Nice, Toulon…
À la rentrée 1941, Émile Audiffred monte la revue Un soir de folie dont Yves est la vedette. Pour cela, il a besoin d'un répertoire original. Hubert Melone, alias Charles Humel, un auteur-compositeur aveugle, lui écrit deux chansons : Y'a du swing partout, qu'il n'enregistrera jamais, et Dans les plaines du Far-West, qui sera son premier vrai succès. Envoyé aux chantiers de la jeunesse créés par Vichy, il y reste presque une année, puis reprend la scène. En cette période, malgré l'occupation, il gagne assez bien sa vie, mais doit régulièrement prouver que son nom Livi ne dissimule pas en fait celui de Lévy. Risquant d'être envoyé en Allemagne, il décide, en accord avec Émile Audiffred, de partir pour Paris afin d'éviter le service du travail obligatoire (STO).

#### À Paris, sous l'aile d'Édith Piaf

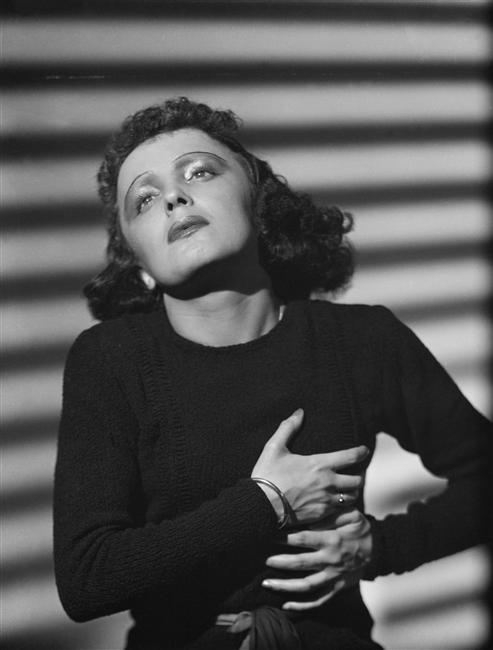
Édith Piaf en 1939.

En 1944, fraîchement débarqué dans la capitale, épaulé par Audiffred et le comédien Harry-Max, Montand se produit au théâtre de l'ABC en février. Par la suite il joue à Bobino, aux Folies-Belleville et au célèbre Moulin-Rouge, où il passe fin juillet, grâce aux relations d'Émile Audiffred, en première partie d'Édith Piaf. Cette rencontre est décisive pour Montand, désormais soutenu et conseillé par la chanteuse. Piaf lui apporte la reconnaissance d'un public élargi et le présente à de nombreux futurs collaborateurs : Loulou Gasté, Jean Guigo, Henri Contet, Louiguy, Marguerite Monnot, Philippe-Gérard…  Une idylle naît,  secrète car Piaf est alors — pour un temps encore — la maîtresse d'Henri Contet.
Le chanteur peaufine ses entrées en scène, abandonne son accent méridional, se constitue un nouveau répertoire et renouvelle son jeu de scène. Son chant rappelle celui de Jean Sablon. Peu à l'aise dans « son nouveau costume », en tournée avec Piaf, durant l'automne 44, Montand ne convainc pas vraiment le public. Le chanteur emporte son adhésion, en février 1945 au Théâtre de l'Étoile, une fois encore en première partie d'Édith Piaf, laquelle lui a écrit plusieurs chansons, notamment Elle a… qui obtient du succès.
Le 15 mai 1945, il enregistre pour la première fois pour la marque Odeon : Luna Park, Dans les plaines du Far West, Elle a…, Il fait des…. En octobre, Édith Piaf permet à Montand de chanter en vedette à l'Étoile. Durant sept semaines, il obtient un succès considérable, et prolonge à l'Alhambra. Sa carrière est  lancée.
Il débute au cinéma dans Étoile sans lumière de Marcel Blistène, avec Édith Piaf en vedette. En 1946, il obtient un succès d'estime avec Les Portes de la nuit de Marcel Carné qui est un échec critique et commercial. Yves Montand partage la vedette avec Nathalie Nattier, vedettes par défaut de rôles initialement prévus pour Jean Gabin et Marlene Dietrich. Le chanteur jouera dans quelques films, et trouvera la consécration au cinéma en 1952.
En 1946, Édith et Yves se séparent, à l'initiative de Piaf qui estime que le talent de Montand lui fait de l'ombre.

#### Premiers succès, débuts au cinéma
Six nouvelles chansons sont enregistrées en novembre, puis il passe au Club des Cinq, un cabaret Faubourg-Montmartre. Francis Lemarque est présent dans le public et enthousiasmé par la performance de Montand, il lui propose trois chansons : Ma douce vallée, Bal, petit bal et Tueur affamé. Cela scelle le début d'une collaboration fructueuse et Montand, qui se réserve l'exclusivité des chansons de Lemarque, lui devra quelques-uns de ses plus grands titres.

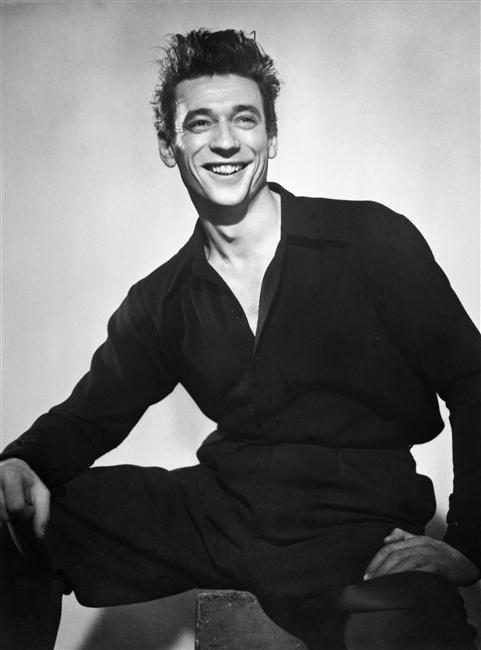
Yves Montand en 1948.

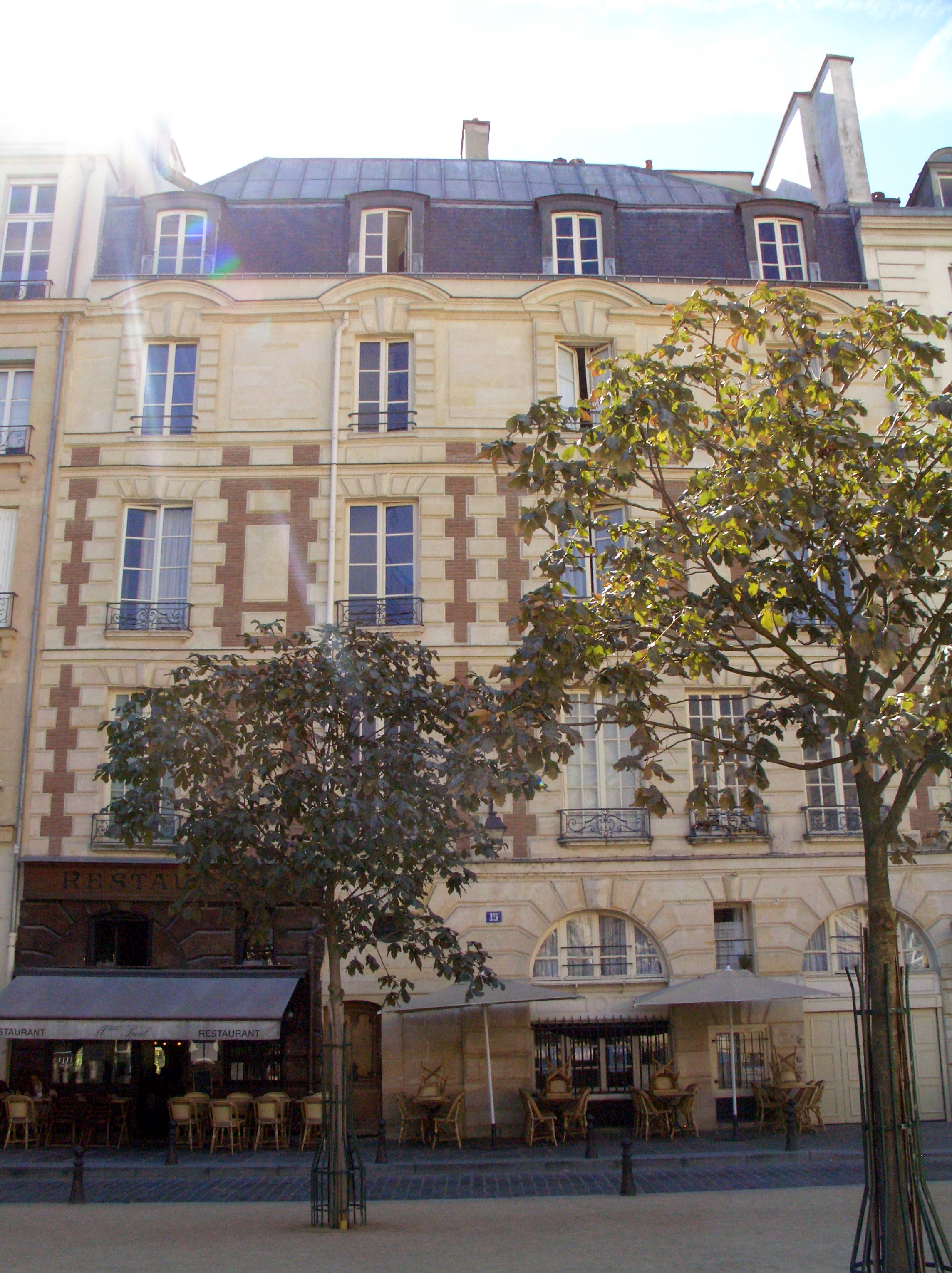
Le 15 place Dauphine où vivait Yves Montand.

Début 1947, le chanteur passe en vedette à l'ABC. Il signe un contrat de sept ans avec la Warner, qu'il finira par juger trop contraignant et qu'il dénoncera plus tard. Attaqué en justice, l'affaire se conclut sans préjudice pour lui. En octobre 1947, il chante Mais qu’est-ce que j’ai ? , musique d'Henri Betti et paroles d'Édith Piaf, au Théâtre de l'Étoile et l'enregistre le 3 novembre. L'année suivante, il enregistre trois autres chansons composées par Henri Betti qui seront des succès : C'est si bon (paroles d'André Hornez) le 11 mai, Maître Pierre (paroles de Jacques Plante) et Rien dans les mains, rien dans les poches (paroles d'André Hornez) le 14 décembre.
Montand se console de la rupture avec Piaf en multipliant ses prestations sur scène. Il participe à l'opérette Le chevalier Bayard qui est un échec, sans que son succès personnel en soit entaché. Cette année-là, il engage le pianiste Bob Castella, qui  sera son accompagnateur pendant quarante-quatre ans. Grâce à Jacques Prévert, il rencontre le guitariste Henri Crolla, emporté par un cancer en 1960.
Fort de cette collaboration, le chanteur, plus jazzy, plus swing, enchaîne les enregistrements : Clopin-clopant, À Paris, Les cireurs de souliers de Broadway, Les enfants qui s'aiment - ces deux dernières chansons sont signées Prévert - Clémentine… Le 2 mai 1949, il enregistre Les Feuilles mortes,.
En 1948, son producteur, Émile Audiffred, meurt prématurément, Yves Montand fait une pause de trois ans au Music-hall. Prévert lui fait découvrir La Colombe d'Or, une auberge de Saint-Paul-de-Vence. Il en devient un habitué et y rencontre Simone Signoret le 19 août 1949. ils ne se quitteront plus. L'actrice met sa carrière entre parenthèses, divorce du réalisateur Yves Allégret - de leur union était née Catherine Allégret . Ils s'installent place Dauphine.
En mars 1951, le chanteur effectue un tour de chant triomphal avec vingt-deux chansons, qui marque l'histoire du music-hall et influencera nombre de chanteurs qui s'essayeront au one-man-show.
En 1953, ce tour de chant restera à l'affiche à l'Étoile pendant 8 mois à guichets fermés, un record, et ce sera le premier double album 33 T enregistré en public (encore disponible en CD) qui reste une leçon de music-hall.
Le 22 décembre 1951, Simone Signoret et Yves Montand se marient à la mairie de Saint-Paul-de-Vence et deviennent l'un des couples français les plus en vogue du monde du spectacle.

### L'accès à la gloire

#### La consécration du chanteur-comédien

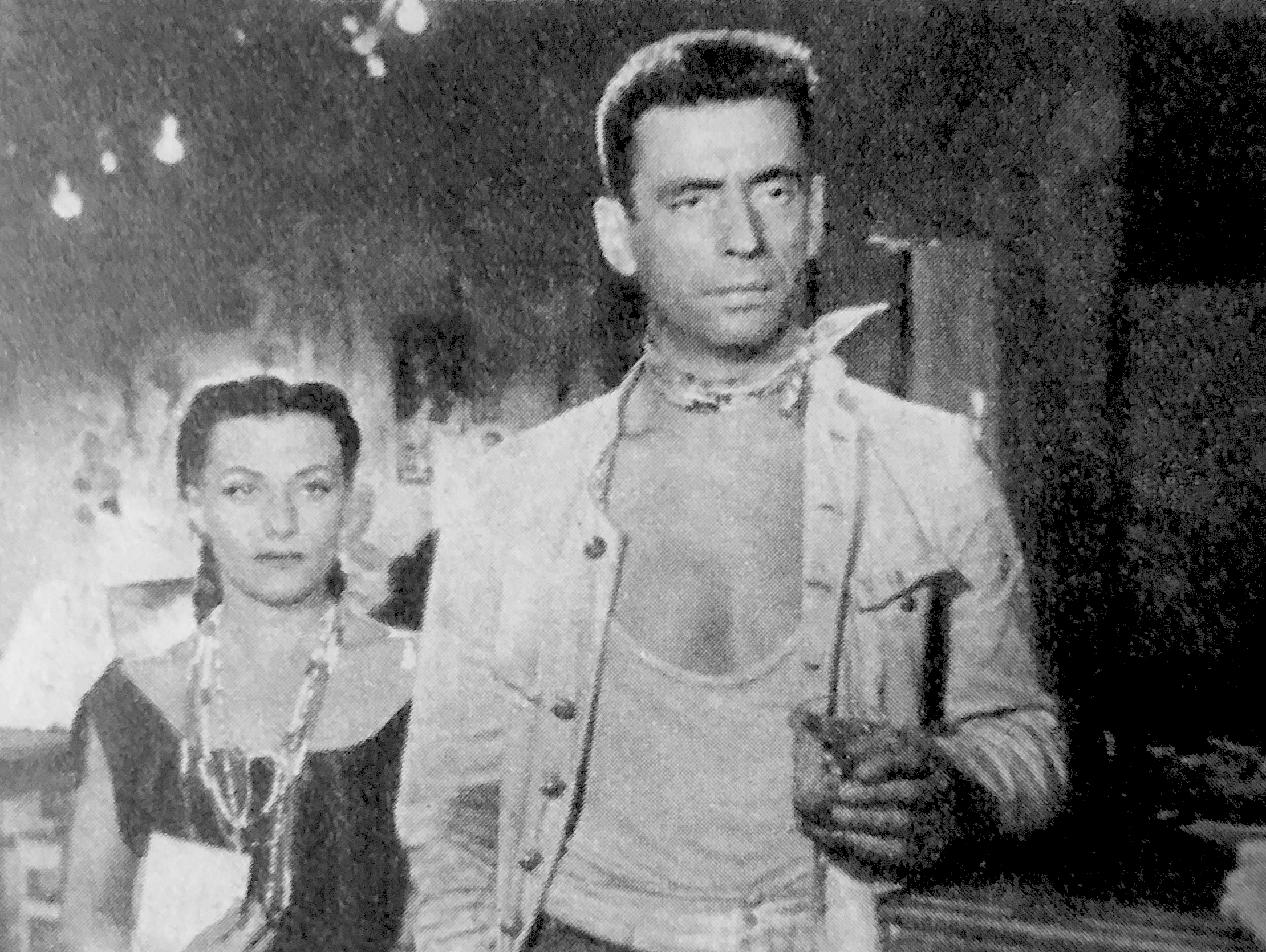
Véra Clouzot et Yves Montand, tenant son premier rôle d'envergure, dans Le Salaire de la peur (1953).

En 1953, Montand, avec le film d'Henri-Georges Clouzot Le Salaire de la peur, obtient son premier rôle marquant au cinéma. Cette année-là, le film obtient le Grand Prix du Festival de Cannes (ancêtre de la Palme d'or). La même année, la chanson Quand un soldat, datée de 1952, chantée par Montand et écrite par Francis Lemarque est interdite.
En 1954, le couple achète une propriété à Autheuil-Authouillet, en Normandie. Cette demeure devint par la suite un haut lieu pour des rencontres artistiques et intellectuelles. Jean-Paul Sartre, Simone de Beauvoir, Serge Reggiani, Pierre Brasseur, Luis Buñuel, Jorge Semprún y séjournent régulièrement. Le couple milite en faveur de ses idées de gauche et est bientôt catalogué « compagnon de route » du Parti communiste français (PCF).
À partir du 15 décembre 1954 puis durant l'année 1955, Montand et Signoret se produisent au théâtre avec la pièce Les Sorcières de Salem de l'écrivain Arthur Miller. Traduite et adaptée en français par Marcel Aymé, elle est présentée pour la première fois au Théâtre Sarah-Bernhardt à Paris, dans une mise en scène de Raymond Rouleau. Le succès de la pièce est tel que la forte demande du public amène les producteurs à organiser de nouvelles représentations, jusqu'au 24 décembre 1955.

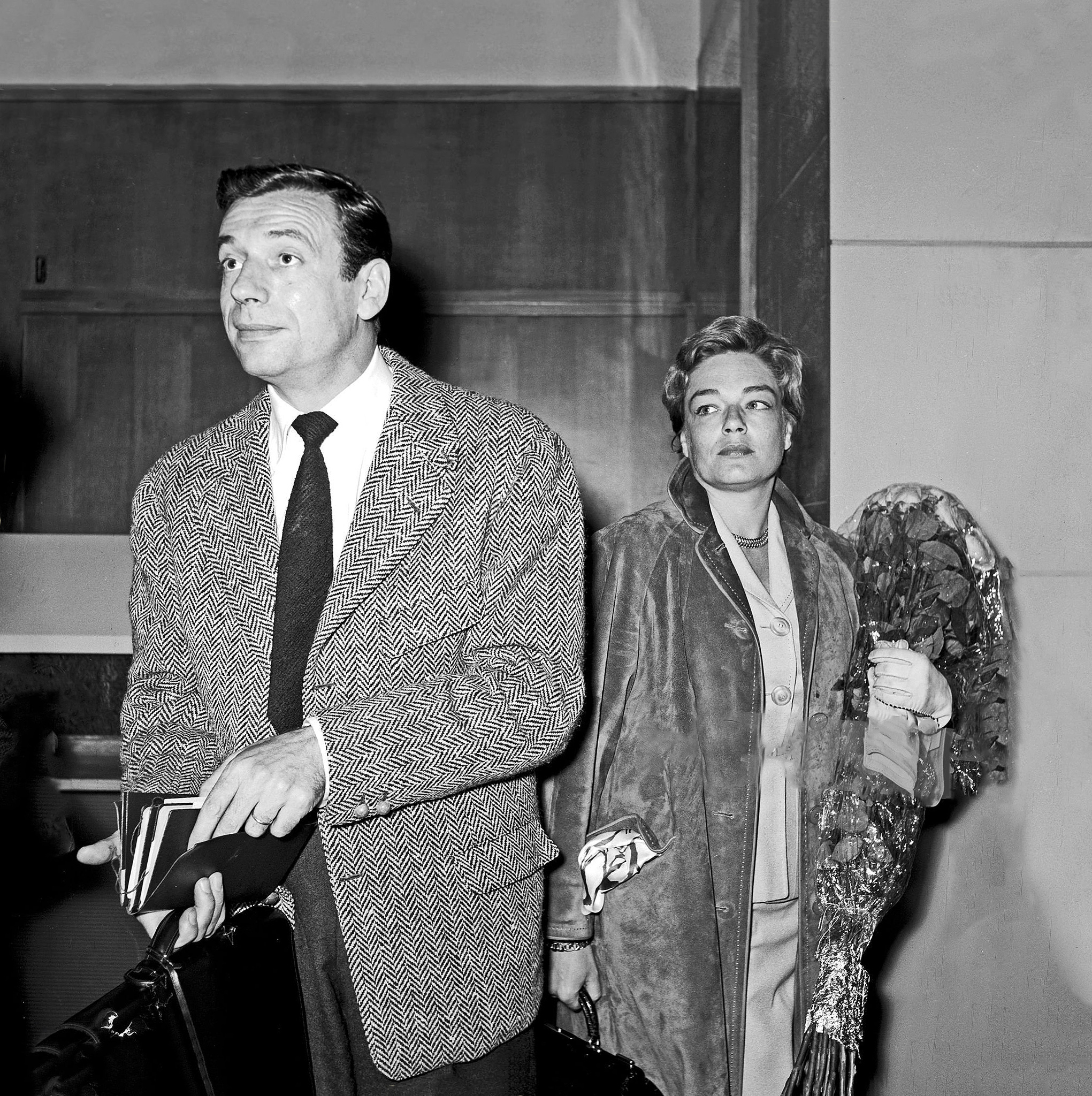
Avec son épouse Simone Signoret à Rome en 1958.

En 1956, il s'apprête à entamer une tournée de music-hall en URSS, lorsque le 23 octobre les chars de l'Armée rouge envahissent Budapest, en Hongrie (insurrection de Budapest). Montand décide malgré tout de chanter devant les Soviétiques à Moscou, où il rencontre le Premier secrétaire du Comité central du Parti communiste de l'Union soviétique, Nikita Khrouchtchev. L'entretien dure quatre heures, et Montand demande personnellement des explications au chef du Kremlin sur les raisons de l'invasion de la capitale hongroise.
En 1957, accompagné de Simone Signoret (et de ses musiciens, Bob Castella, Henri Crolla, Emmanuel Soudieux, Roger Paraboschi, et Marcel Azzola, qui remplace Freddy Balta pour la tournée en URSS), il entreprend une tournée triomphale dans tous les pays du Bloc de l'Est. Cependant, il en revient profondément désabusé, déçu de ce qu'il a vu de l'application concrète du communisme en l'Europe de l'Est. Ses convictions dans ce système politique étant enracinées en lui avant tout par les profondes croyances familiales, surtout paternelles, il aura beaucoup de mal à les réfuter et mettra du temps à reconnaître ses erreurs de jugement.

#### Passage aux États-Unis remarqué

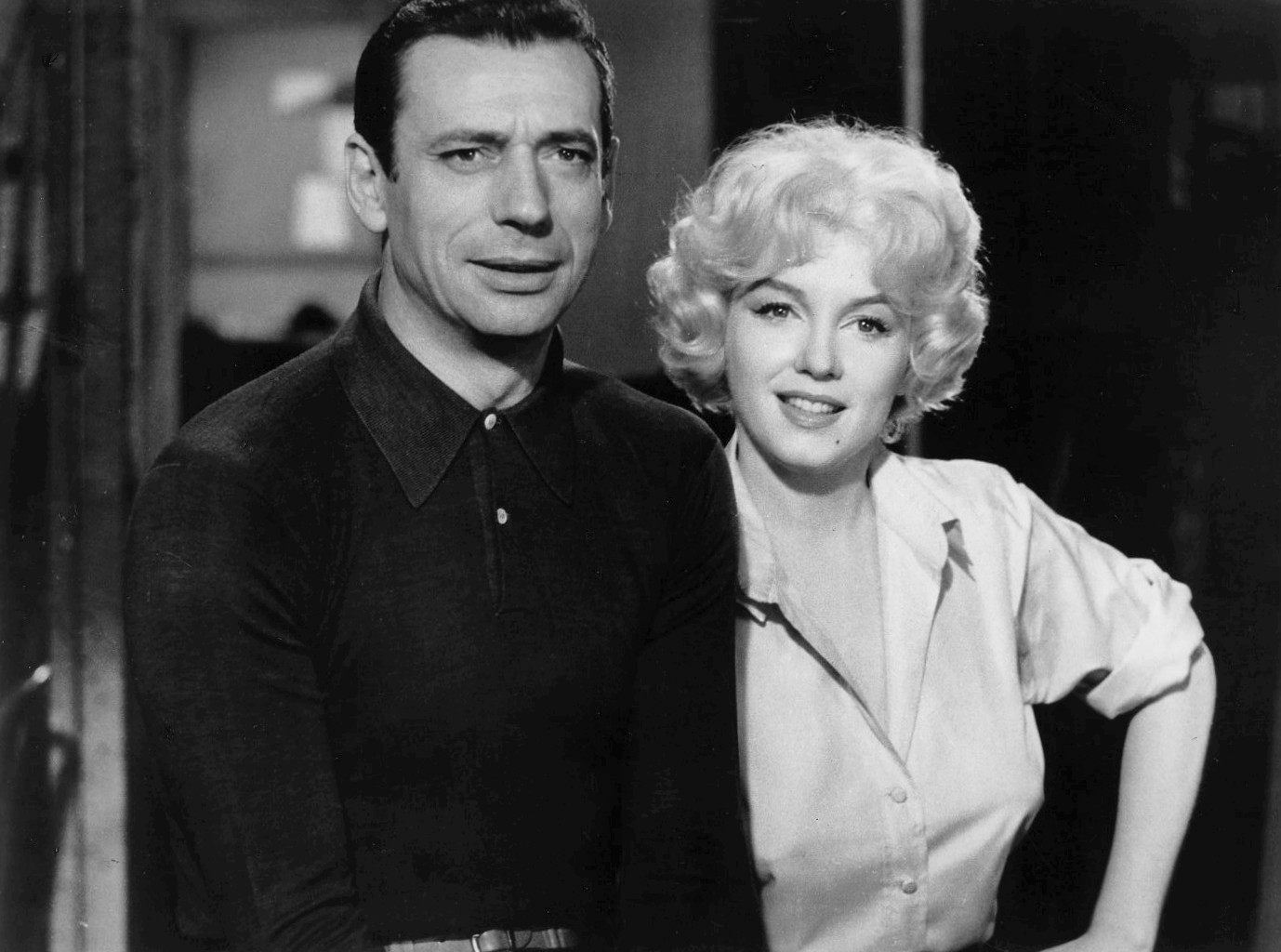
Yves Montand et Marilyn Monroe dans Le Milliardaire (1960).

En 1959, il est engagé par le producteur Norman Granz et, une fois les visas accordés, accompagné par Simone Signoret, il part pour les États-Unis, où, à partir du 22 décembre, il se produit à Broadway durant trois semaines. Le soir de la première, il est applaudi par de nombreuses célébrités : Montgomery Clift, Lauren Bacall, Ingrid Bergman et Marilyn Monroe. Le chanteur triomphe, obtient pas moins de seize rappels ; le lendemain, la presse ne tarit pas d'éloge sur sa prestation. Il chante ensuite à Hollywood, San Francisco et Montréal. Montand conquiert l'Amérique. Il accède alors au statut de vedette internationale : il se produira à New York en 1961 et sera de retour à Broadway en 1963. Il accomplit également avec succès plusieurs tournées à travers le monde, au Canada et au Japon.
À cette époque, il danse à la télévision avec Dinah Shore, et c'est grâce à cette apparition sur la chaîne NBC qu'il se voit proposer un rôle dans le film Le Milliardaire de George Cukor, avec Marilyn Monroe.

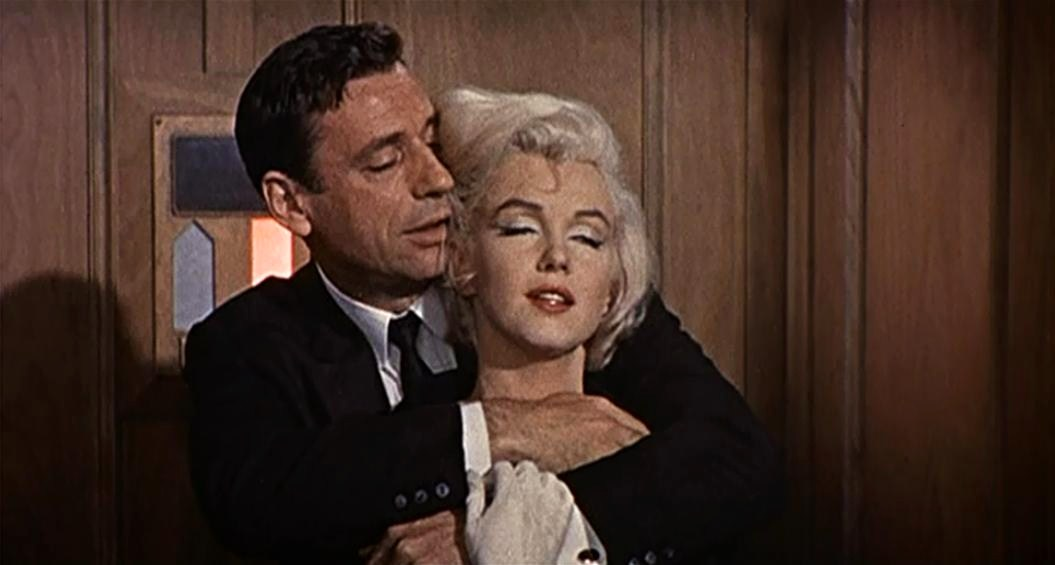
Yves Montand et Marilyn Monroe en 1960.

En janvier 1960, Signoret et Montand, au Beverly Hills Hotel de Los Angeles, sympathisent avec leurs voisins Arthur Miller et Marilyn Monroe, alors époux à la ville. En avril, Signoret reçoit l'Oscar de la meilleure actrice pour son interprétation dans Les Chemins de la haute ville de Jack Clayton, puis part à Rome pour un prochain tournage. Miller, lui, s'envole pour l'Irlande. Marilyn et Montand tournent à Hollywood le film de George Cukor. Bientôt, ils sont bien plus l'un pour l'autre que des partenaires de cinéma… Leur brève liaison alimente la presse, brise le couple Miller-Monroe, alors que Simone Signoret donne le change face à la presse à scandale.
Il tourne encore Sanctuaire de Tony Richardson avec Lee Remick pour partenaire, puis déclinant plusieurs autres propositions, il rentre en France. Cette infidélité de Montand brise définitivement une bonne partie de la confiance que Simone Signoret portait en elle-même. Yves Montand, de son côté, demeure un séducteur impénitent. Bien que l'équilibre du couple soit profondément affecté par cet épisode, que Signoret en son for intérieur a très mal vécu, ils resteront unis jusqu'à la mort de Simone Signoret, en 1985.
En octobre 1961, Montand triomphe encore à Broadway, au John Golden Theatre, où il chante durant huit semaines. L'année suivante, il effectue une longue tournée qui le mène de l'Angleterre au Japon. Début 1963, il chante à Paris à l'Étoile, où, bien que sa popularité soit sans faille, il constate que le métier est en train de changer. Il peine à trouver des titres nouveaux, et Francis Lemarque, à l'instar des Brassens, Brel, Ferré, Aznavour et autres Gainsbourg ou Nougaro, interprète désormais ses propres créations. Une autre génération, dont un certain Johnny Hallyday, bouleverse tout et Montand est conscient que sa grande période d'artiste de music-hall s'achève.

#### Un acteur à la fois estimé et populaire
En 1963, il fait la narration dans le film Le Joli Mai de Chris Marker et Pierre Lhomme, et y interprète la chanson Joli mai, adaptation par Michel Legrand de la chanson populaire russe Odinokaya garmon' (russe : Одинокая гармонь, « accordéon solitaire ») composée par Boris Mokrousov. Les paroles du poète Mikhaïl Issakovski n'ont pas été conservées dans cette version française.
À partir de 1964, il se consacre presque exclusivement à sa carrière d'acteur et ne reviendra à la scène que de façon épisodique. C'est à partir de 1965 qu'il s'impose définitivement au cinéma. La rencontre avec Costa-Gavras, avec qui il tourne Compartiment tueurs en est la clef de voûte. Il tourne avec Alain Resnais, René Clément, Claude Lelouch, Philippe de Broca, Jean-Pierre Melville, Gérard Oury, Jean-Luc Godard… et devient l'un des acteurs fétiches de Claude Sautet avec qui il tourne trois films. Durant les années 1970, l'acteur alterne drames, films engagés et comédies et s'impose comme l'un des acteurs français les plus populaires.

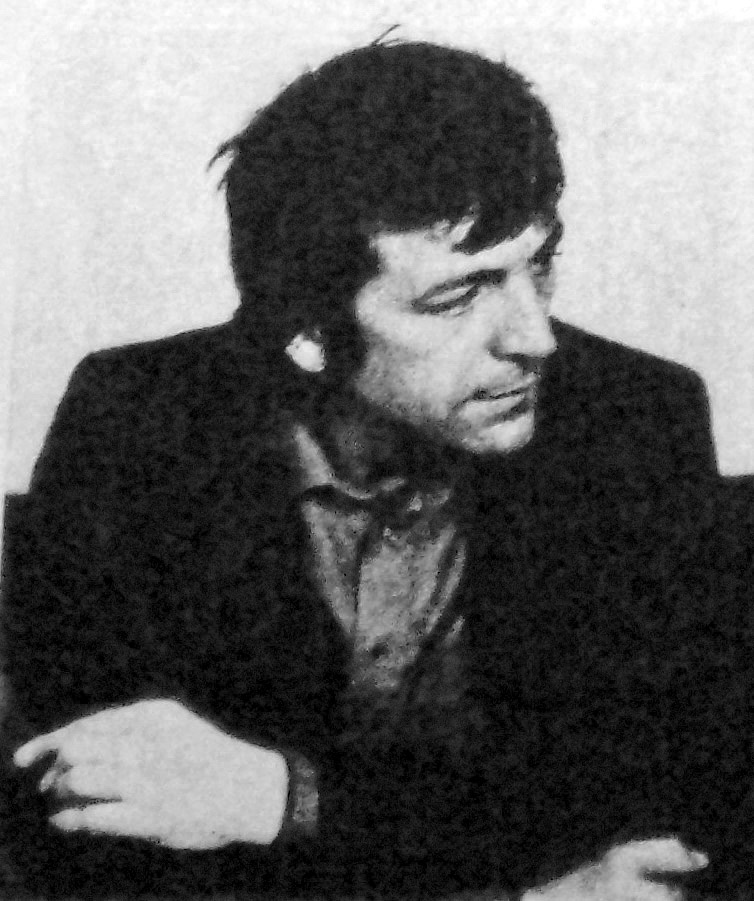
Yves Montand est reconnu par la critique grâce aux films politiques de Costa-Gavras.

En août 1968, le chanteur fait une pause dans les répétitions de sa rentrée à l'Olympia pour un bref tournage à Alger. Dans ces décors rappelant Athènes, Costa-Gavras réalise Z, retraçant l'assassinat du député grec Grigóris Lambrákis, le cinéaste entendant dénoncer, avec son coscénariste Jorge Semprún, l'avènement du régime des colonels. Son cachet est mis en participation pour alléger le budget. Montand n'apparaît que douze minutes dans le rôle du député dont la mort « accidentelle » et l'enquête qui s'ensuit sont au cœur de ce thriller politique.
En septembre 1968, Yves Montand redevient chanteur le temps de se produire à l'Olympia. Il crée La bicyclette et Mon frère. Son retour sur scène après cinq ans d'absence est un triomphe et réaffirme sa place de roi du music-hall français.
Cette même année, son engagement et ses convictions politiques connaissent un revirement complet : après l'écrasement du Printemps de Prague, sa rupture avec le parti communiste français est définitive.
Si l'on excepte Le Milliardaire à Hollywood, Yves Montand n'obtient son premier rôle principal comique qu'en 1969 dans Le Diable par la queue de Philippe de Broca, auréolé du triomphe de L'Homme de Rio (1964). Montand démontre sa capacité à mener une comédie pure dans son rôle de voleur hâbleur et séducteur. Le Diable par la queue sort en février 1969 et enregistre au total un million et demi d'entrées. La critique est surprise de le découvrir autant à l'aise dans la comédie populaire que dans des œuvres plus sérieuses. Cependant, il a déjà employé ce brusque passage d'un ton à l'autre dans ses tours de chants, depuis les années 1930. Sorti trois semaines après, Z remporte un étonnant succès, réunissant 3,5 millions d'entrées sur sa seule première année d'exploitation. Cette association de la politique et du cinéma à spectacle est saluée par la presse généraliste, mais rebute la critique cinéphilique de gauche. À la fin de la décennie, Yves Montand prouve l'étendue de son registre et de ses possibilités, passant avec autant de talent de la légèreté de comédies à des rôles plus graves ou austères, et alternant les productions « grand public » avec des œuvres plus « difficiles » ou confidentielles.
Costa-Gavras adapte en 1970 L'Aveu d'Artur London, publié en 1968. Ce dernier, né à Prague en 1915, entré aux Jeunesses communistes à l'âge de quatorze ans, a fait partie des Brigades internationales antifranquistes, résistant en France, et déporté à Mauthausen. Après la guerre, il devient vice-ministre des Affaires étrangères de Tchécoslovaquie, il sera arrêté en 1951 et accusé de trahison lors d'un procès stalinien à Prague en 1952, au cours duquel onze condamnations à mort sont prononcées. Artur London en réchappera, et sera réhabilité en 1956. Le film L'Aveu s'achève sur l'arrivée des chars soviétiques à Prague en 1968. Cette fois encore, Costa-Gavras a coécrit le scénario avec Jorge Semprun, mais c'est l'interprétation magistrale d'Yves Montand qui retiendra l'attention et permettra de faire comprendre au grand public l'ampleur de la répression dans les pays du bloc soviétique. L'exemple du courage d'Artur London suffit pour dénoncer les méthodes staliniennes des régimes communistes.
Afin de retranscrire au mieux la déchéance de London, Yves Montand s'inflige un dur conditionnement physique et psychologique. Le tournage se déroule dans l'ordre chronologique de l'intrigue, suivant ainsi l'affaiblissement progressif de l'acteur comme du personnage. Montand subit un régime drastique, perdant au total 12,5 kg au cours des six semaines de prises de vues, et finit avec les côtes saillantes et le visage émacié,. Il réclame que les menottes le serrent vraiment et marquent sa chair (à tel point que la douleur va persister après le tournage), que les comédiens incarnant les gardiens ne feignent pas leur violence, ou encore que de l'eau jetée sur lui lors d'une scène soit glacée (une séquence d'ailleurs rejouée vingt fois). En dehors du tournage, il s'isole volontairement des autres pour rester dans l'état d'esprit de son rôle. Plutôt que l'habituelle suite d'hôtel, il dispose d'une chambre au confort minime et masque la fenêtre pour se sentir enfermé ; certaines nuits, il dort à même le sol, dans son costume du film, dans le froid. La nuit lui viennent les mêmes cauchemars de prisonnier que subit London dans sa cellule. La privation et la douleur le sonnent et affectent tellement sa santé mentale que Costa-Gavras lui propose de mettre en pause le tournage, mais Montand refuse. Il lui faut ensuite plusieurs mois pour recouvrer son poids et sa santé. Toute cette souffrance que s'impose l'acteur constitue pour lui une manière d'expier ses aveuglements passés sur le stalinisme. À l'exception de L'Humanité, la critique apprécie le film, son écriture et sa réalisation, et loue l'implication du comédien. En dépit de son caractère oppressant, L'Aveu attire deux millions de spectateurs en France et connaît un excellent accueil à l'étranger. Succès au box-office malgré des sujets lourds, les films de Costa-Gavras apportent à Montand la reconnaissance critique.

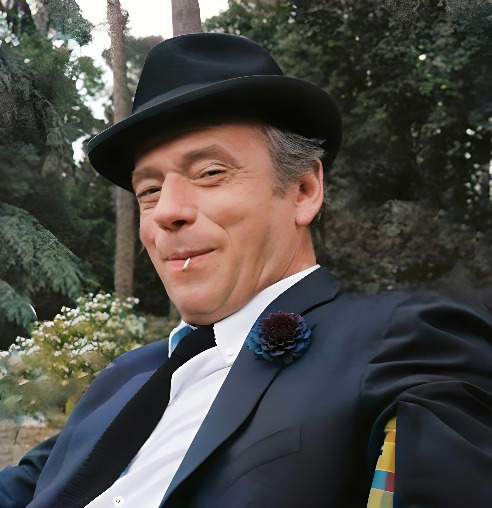
Yves Montand lors du tournage en Italie de la comédie Le Grand Escogriffe de Claude Pinoteau.

Tournant pour des réalisateurs aussi différents que peuvent l'être Jean-Pierre Melville, Henri Verneuil, Costa-Gavras ou encore Gérard Oury et Claude Sautet, il campe aussi bien un ex-flic devenu truand, tireur d'élite et alcoolique, dans Le Cercle rouge, qu'un père primesautier dans Tout feu, tout flamme, un procureur intègre dans I… comme Icare ou un désespéré amoureux dans Clair de femme. Aussi à l'aise dans la comédie (Le Sauvage, La Folie des grandeurs) que le drame (Le Salaire de la peur), il s'impose également dans plusieurs polars : Compartiment tueurs, Police Python 357, Le Cercle rouge, Le Choix des armes. Sa rencontre avec Claude Sautet lui permit d'apposer une empreinte supplémentaire sur le cinéma français : César et Rosalie (1972), Vincent, François, Paul... et les autres (1974) et Garçon ! (1983).
Il remonte exceptionnellement sur scène en février 1974, pour soutenir les réfugiés chiliens et condamner le récent coup d'état du général Pinochet, en donnant un unique récital à l'Olympia. La préparation et la captation de ce tour de chant donnent lieu à un documentaire de Chris Marker, La Solitude du chanteur de fond.

### Un monument de la chanson et du cinéma

#### 1980-1986: Retour sur scène triomphal et dernier grand rôle

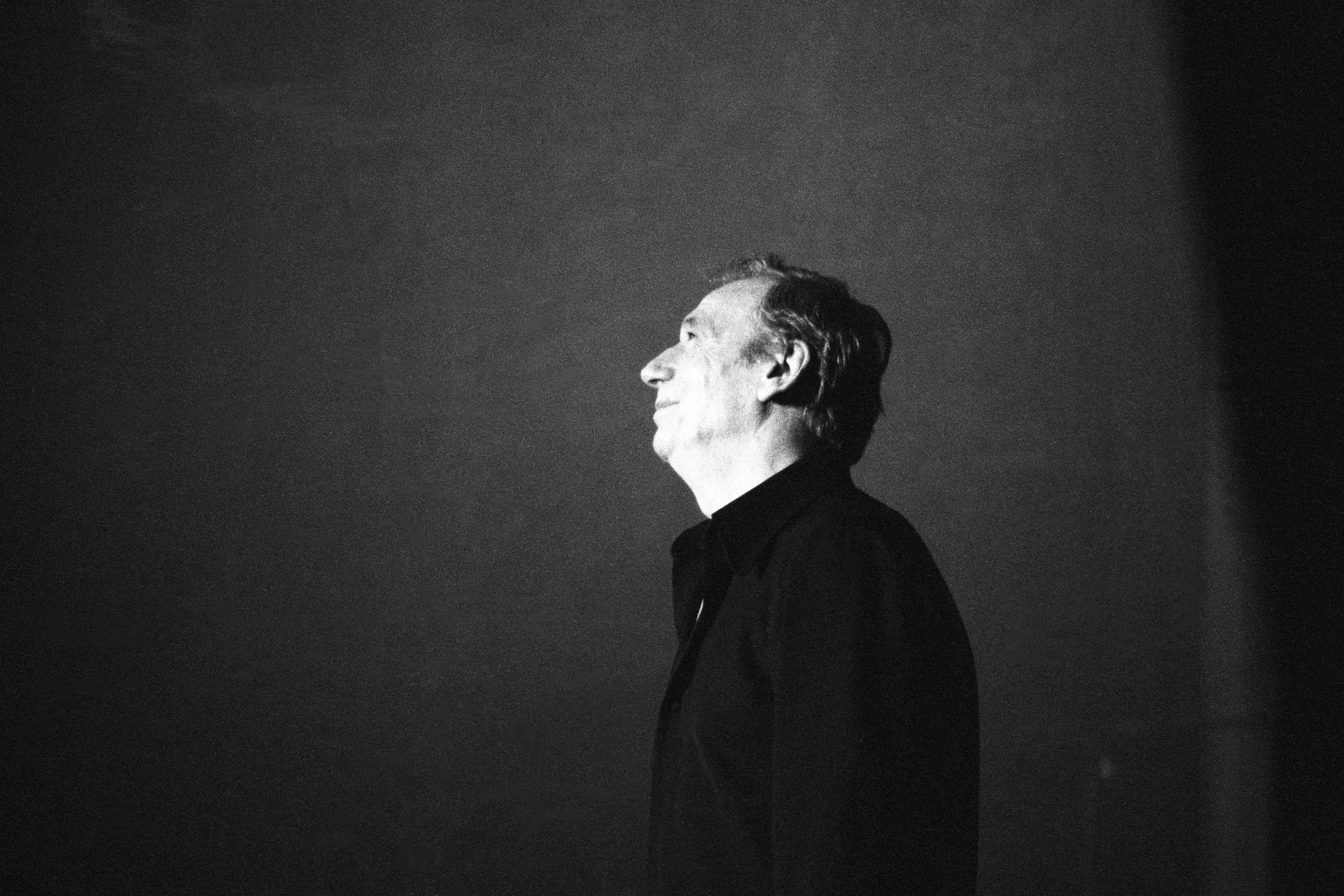
Yves Montand sur scène à Strasbourg, en mars 1982.

Le début des années 1980 marque le grand retour d'Yves Montand à la chanson et à la scène, après treize ans d'absence (à l'exception du concert de 1974). Le chanteur enregistre l'album Montand d'hier et d'aujourd'hui, publié en 1980, qui donne lieu à un quatrième show télévisé de Jean-Christophe Averty ; l'album remporte un grand succès avec plus d'un million d'exemplaires vendus, ce qui le certifie deux fois disque d'or. Montand triomphe ensuite sur la scène de l'Olympia, à guichets fermés trois mois durant, du 7 octobre 1981 au 3 janvier 1982. À presque soixante ans, il livre une prestation énergique, seul en scène, avec un chapeau, une canne et une chaise. Le succès est tel que, après s'être produit en province de mars à juillet, il revient à l'Olympia durant l'été pour de nouvelles représentations, du 20 juillet au 14 août. Fin août, il entame une tournée mondiale, qui le conduit au Brésil, aux États-Unis, au Canada et au Japon. Ce retour triomphal est aussi son dernier passage au music-hall. Il fête son soixantième anniversaire sur scène à l'Olympia. La captation de la tournée par Guy Job sort en 1983 sous le titre Montand International,.
Claude Berri lui confie le rôle du « Papet », plein de truculence et de tragédie, dans le diptyque qu'il adapte de Marcel Pagnol : Jean de Florette et Manon des sources. Montand refuse d'abord, ne voulant pas se vieillir davantage à l'écran, puis se laisse séduire par le rôle lors d'essais filmés avec Coluche à Autheuil. Le 30 septembre 1985, lors du double tournage de ces films, Simone Signoret meurt d'un cancer du pancréas à l'âge de soixante-quatre ans.

#### 1986-1988: «Montand président!»
« Que des gens aient été prêts à suivre un saltimbanque comme moi, ce n'est pas très bon pour la classe politique. »

— Yves Montand à La Nouvelle République, décembre 1987.
Yves Montand est de plus en plus sollicité pour exprimer ses opinions politiques, dans des interviews souvent très suivies, au moins à partir de 1983,. Il prend en quelque sorte la suite de Coluche dans la posture de personnalité du spectacle très populaire qui prend part au débat public. Lors d'un passage au journal de 20 heures d'Antenne 2 en 1983, Christine Ockrent va jusqu'à le qualifier de « phare de la pensée contemporaine ». Il multiplie les interventions politiques à la télévision et aligne des audiences énormes par ses apparitions dans 7 sur 7 en 1983, Les Dossiers de l'écran en janvier 1984 (où il explique longuement son retournement sur le communisme), et ses présentations de Vive la crise ! en février 1984 et La Guerre en face en 1985,. Pendant ces années, Montand devient l'objet médiatico-politique qui l'installe à la une de journaux ou magazines, certains titrant « Montand président ! ».
Tandis que l'aura politique d'Yves Montand se consolide, divers commentateurs lui prêtent des ambitions, à une époque où l'ancien acteur Ronald Reagan est président des États-Unis, et Clint Eastwood est maire d'une petite ville. Certains voient en lui un potentiel rénovateur du centre gauche, une tête de liste aux élections européennes de 1984, un ministre, voire un président. En mai 1986, répondant au New York Times qui lui demande s'il envisage de se lancer en politique, Montand explique : « La politique représente beaucoup de travail (…). Je n'ai ni parti ni organisation : je suis tout à fait seul (…). Mais peut-être (…). Pourquoi pas ? »,. Dans son interview, l'acteur-chanteur critique à la fois le président François Mitterrand et le Premier ministre de cohabitation Jacques Chirac, explique que les Français souhaiteraient dépasser les traditionnels clivages entre gauche et droite et chercheraient des hommes politiques nouveaux, pragmatiques : en 1986, il s'affiche comme l'un de ceux-là, ni de droite ni de gauche, mais « indépendant » en précisant, qu'il est « un peu de gauche, car convaincu que l'État doit se soucier (et plus que M. Reagan, précise-t-il) des plus déshérités, et un peu de droite car également persuadé que l'État doit " laisser les gens libres de créer des emplois et de la richesse pour la France, même s'ils trichent un peu au passage " ».
Plusieurs personnes le confortent dans ses ambitions, notamment Bernard Kouchner qui lui met en tête de se présenter à la prochaine élection présidentielle, sur l'exemple de Reagan,. De fait, après ses thrillers politiques, ses interventions médiatiques et ses deux documentaires sérieux, Yves Montand est vu comme un candidat possible à l'élection présidentielle de 1988,.
Un sondage indique que 36 % des Français seraient prêts à voter pour l'acteur-chanteur lors d'une élection présidentielle à venir,. Des intellectuels parmi lesquels Michel Foucault, André Glucksmann, Jorge Semprún, Jean-Claude Guillebaud, Michel Albert, Chris Marker et Costa-Gavras l'entourent comme une équipe de campagne. Même en Israël, où il se rend en juin 1986, invité par le Premier ministre Shimon Peres à un spectacle de soutien aux Refuzniks, Montand est accueilli « comme un chef d'État ».

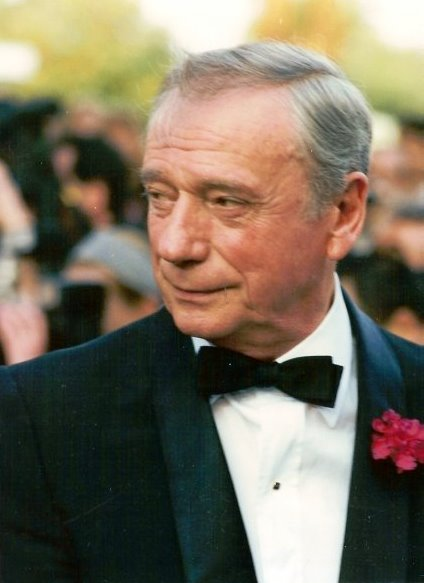
Yves Montand, président du jury du festival de Cannes en 1987.

En mai 1987, Yves Montand est le président du jury du quarantième festival de Cannes. Il se montre pour la première fois au bras de Carole Amiel lors de la montée des marches, deux mois après avoir révélé leur relation à la presse. Membre du jury, Danièle Heymann raconte plus tard que Montand « était un président chaleureux, flatté d'être ainsi distingué, et assez désarmé d'avoir à exercer une autorité. Lui qui était un super patron quand il faisait son métier de chanteur se montrait intimidé par des personnalités très fortes. Et il était très modeste devant ceux qu'il admirait… ». La politique le rattrape pendant sa présidence du festival, quand une délégation d'ouvriers de la Normed, chantier naval au bord de la fermeture, lui demande une audience, après s'être vu refuser une rencontre avec le ministre du Travail ; le président Montand les reçoit symboliquement sur le galion du film Pirates de Roman Polanski et intercède pour leur obtenir un rendez-vous au ministère. À la fin du festival, l'annonce du palmarès est houleuse, la remise de la Palme d'or à Sous le soleil de Satan de Maurice Pialat étant vivement contestée,.
En novembre 1987, Yves Montand participe à l'opéra Garnier à une cérémonie célébrant le quarantième anniversaire de la fondation de l'État d'Israël, où il lit la déclaration d'indépendance à la demande de Shimon Peres. L'annonce de sa possible candidature l'élection présidentielle est escomptée par la presse pour l'émission Questions à domicile sur TF1, en décembre 1987, six mois avant le scrutin. Finalement, tout à la fin de cette interview chez lui, Yves Montand annonce qu'il ne sera pas candidat : « En soi, la Présidence de la République ne m'intéressait pas, puisque, pour l'essentiel, c'est la satisfaction d'un désir de gloire et de réussite, d'une ambition. Toutes proportions gardées, cela, je l'avais déjà. Mais j'avais envie de dire des choses. Or, pour les dire et être entendu, il fallait jouer le jeu. J'espérais faire de la politique sans devenir politicien. C'est impossible ». La révélation par Le Canard enchaîné du cachet de 800 000 francs versé à Montand pour cette interview provoque l'indignation les jours suivants, et efface tout son crédit politique.

#### 1988-1991: Dernières années et décès
En 1989 il préside le jury du Festival international du film de Tokyo.
Il tourne encore trois autres films : Trois Places pour le 26 de Jacques Demy (1988), comédie musicale où il interprète son propre rôle, revenant à Marseille pour y monter un spectacle chanté de sa vie, Netchaïev est de retour de Jacques Deray (1991) et IP5 de Jean-Jacques Beineix.
En 1990, Patrick Rotman et Hervé Hamon publient sa biographie « officielle », Tu vois, je n'ai pas oublié, fruit de longs entretiens depuis 1988,.

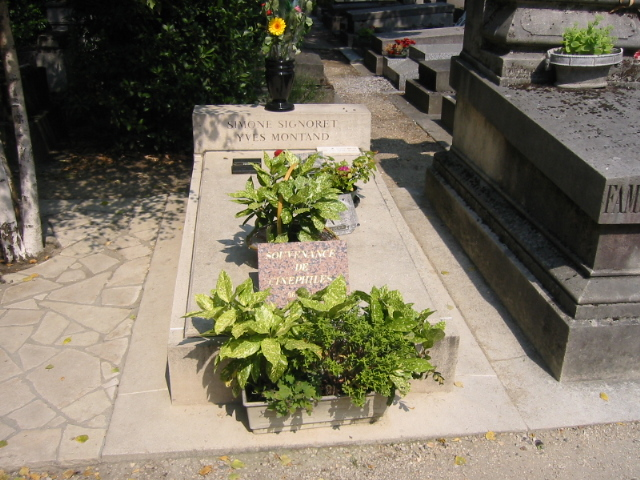
Tombe de Simone Signoret et d'Yves Montand au cimetière du Père-Lachaise (division 44).

En 1991, Montand tourne son dernier film, IP5 de Jean-Jacques Beineix. Son personnage meurt d'ailleurs d'une crise cardiaque à la fin. Pour les besoins du scénario, protégé par une combinaison de plongeur sous ses vêtements, l'acteur se baigne, fin septembre, dans un lac glacé des étangs de Commelles dans la forêt de Chantilly, près de Senlis. Après le tournage d'un dernier raccord, Montand ressent un malaise. Il déclare à l'un des pompiers dans l'ambulance qui le conduit à l'hôpital de Senlis : « Avec tout ce que j'ai vécu, j'ai eu une vie tellement formidable que je ne regretterai pas de partir ». Le samedi 9 novembre 1991 à 13 h 50, Montand meurt à Senlis d'un infarctus du myocarde à l'âge de 70 ans. À cette période, l'acteur-chanteur ambitionne de faire sa rentrée sur la scène de Bercy au printemps 1992, un retour motivé par la volonté de chanter pour son fils,.
Une silhouette de roses rouges et blanches est dressée en hommage éphémère à l'homme de scène devant son dernier domicile parisien, au 114, boulevard Saint-Germain. À ses obsèques le 13 novembre 1991, au cimetière du Père-Lachaise, sont présents entre autres Jean-Louis Livi, son neveu, Catherine Allégret, sa belle-fille, Jean-Pierre Castaldi, son gendre, Catherine Deneuve, Michel Piccoli, Jack Lang, le sculpteur César, la marraine de Valentin Christine Ockrent, Bernard Kouchner, Gérard Depardieu, Claude Sautet, Alain Corneau, Claude Berri, André Glucksmann, Gérard Oury, Michèle Morgan, Danièle Thompson, Jean-Paul Rappeneau, Jorge Semprún, François Léotard, Léon Schwartzenberg, Olivier Martinez, Jean-Jacques Beineix, Serge Reggiani, François Périer, Costa-Gavras, Miou-Miou ou encore Daniel Auteuil. Il est inhumé en bordure de la 44e division aux côtés de Simone Signoret, la seule femme à laquelle il a été marié.

## Vie privée

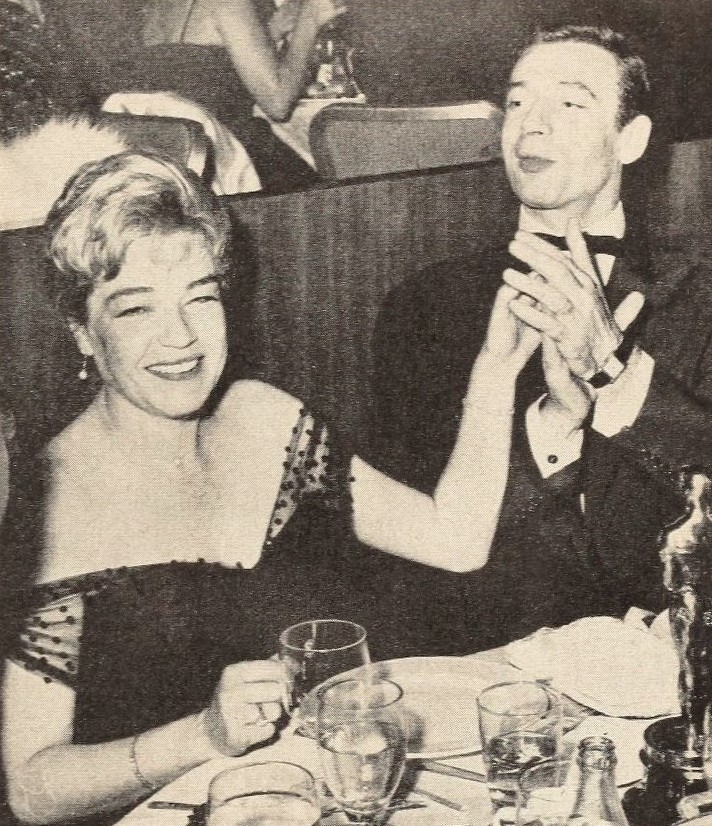
Simone Signoret et Yves Montand lors de la cérémonie des Oscars en 1960, où elle remporte l'Oscar de la meilleure actrice pour Les Chemins de la haute ville.

En août 1949, Yves Montand rencontre Simone Signoret en vacances à Saint-Paul-de-Vence. C'est le coup de foudre. Elle quitte Yves Allégret pour le suivre, avec sa fille Catherine Allégret. Ils se marient le 22 décembre 1951 à l'auberge La Colombe d'or à Saint-Paul-de-Vence, Jacques Prévert est le témoin de Simone Signoret. Signoret, issue d'un milieu bourgeois, parfait son éducation et l'introduit dans les cercles intellectuels. Ils forment l'un des couples les plus fameux de l'époque en France et l'un des plus célèbres du cinéma. Malgré les infidélités, Signoret ne quitte jamais Yves Montand jusqu'à sa mort.
En 1960, lors du tournage d'un film en commun Le Milliardaire, Yves Montand et Marilyn Monroe, entretiennent une liaison de plusieurs semaines, qui prend fin après avoir été dévoilée par la presse américaine,. Signoret doit affronter une honte internationale, mais livre à la presse des réponses remarquables comme « Si Marilyn est amoureuse de mon mari, c'est la preuve qu'elle a bon goût » ou encore « Vous en connaissez beaucoup d'hommes, vous, qui resteraient insensibles en ayant Marilyn Monroe dans leurs bras ? »,. Montand finit par se lasser des sentiments pourtant sincères de l'actrice américaine à son égard et revient vers Signoret. Il raconte dans les années 1980 : « Pas une seconde je n'ai envisagé de rompre avec ma femme, pas une seconde ; mais si [Simone] avait, elle, claqué la porte, j'aurais probablement refait ma vie avec Marilyn. Ou essayé. Ça n'aurait peut-être duré que deux ou trois ans. Je n'avais pas trop d'illusions. N'empêche, ces deux ou trois ans, quelles années ! »,. Simone Signoret, elle, regrette que Monroe, morte en 1962, n'ait jamais su qu'elle ne lui en a pas voulu.

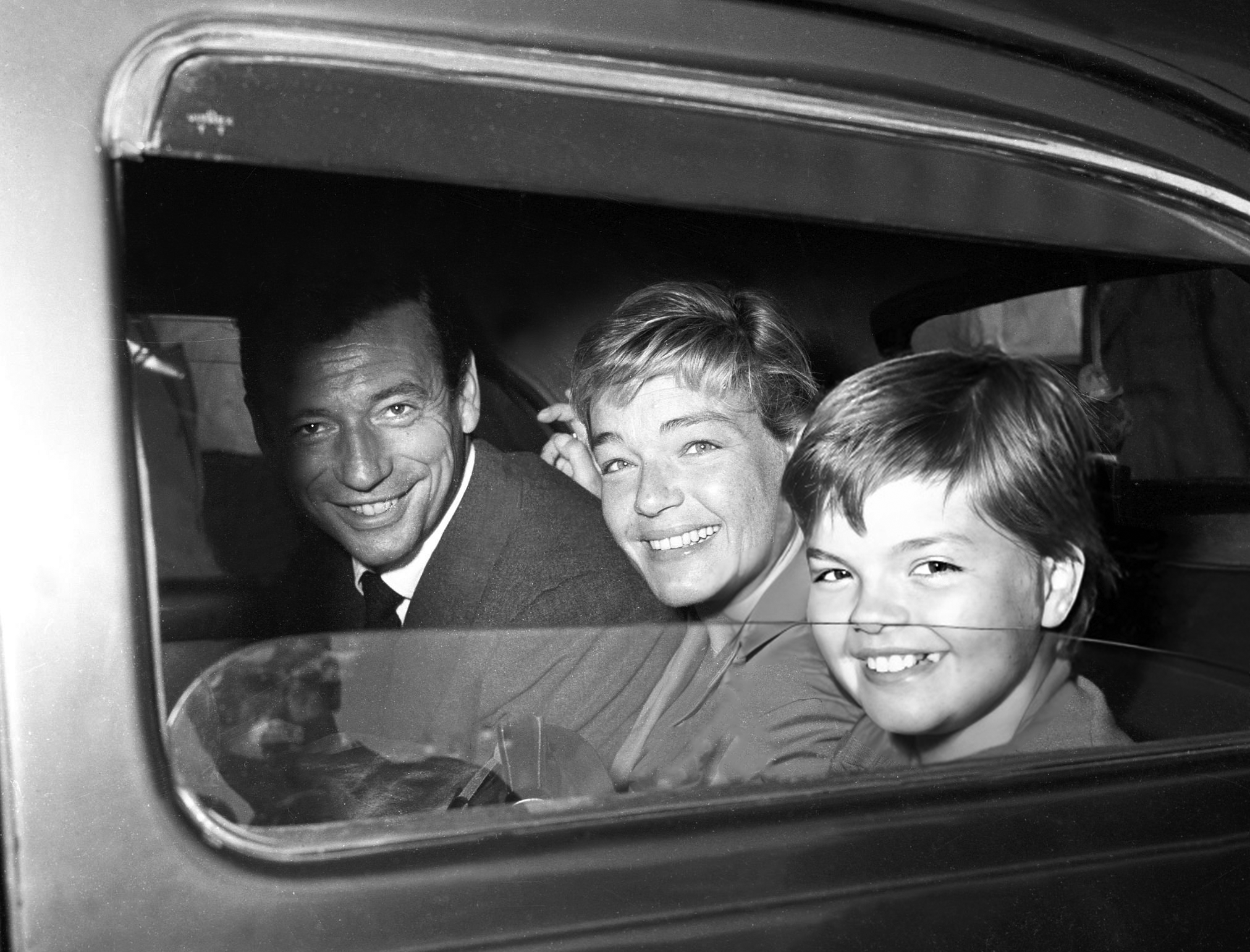
Après le décès de Simone Signoret en 1987, Yves Montand adopte Catherine Allégret, ici en 1950 (image retouchée).

Après la mort de son épouse en 1985, Montand adopte Catherine Allégret en 1987. La dernière compagne d'Yves Montand est Carole Amiel, née le 10 mars 1960, son assistante sur la tournée de 1982, avec laquelle il entretient déjà une liaison au moment où disparait Simone. Il a avec elle son seul enfant, Valentin, né le 31 décembre 1988.

## Image, opinions et engagements politiques
« Yves Montand a prêté au communisme à la française son visage, avant d'être, à la fin des années 1960, l'une des incarnations de la désillusion vis-à-vis des mythes staliniens et des trucages de l'Histoire, puis un militant de leur dénonciation. Homme de spectacle soucieux de participer au débat politique, il a témoigné de l'importance qu'a eue la culture communiste dans la société française. »

— Le Monde à sa mort en 1991.

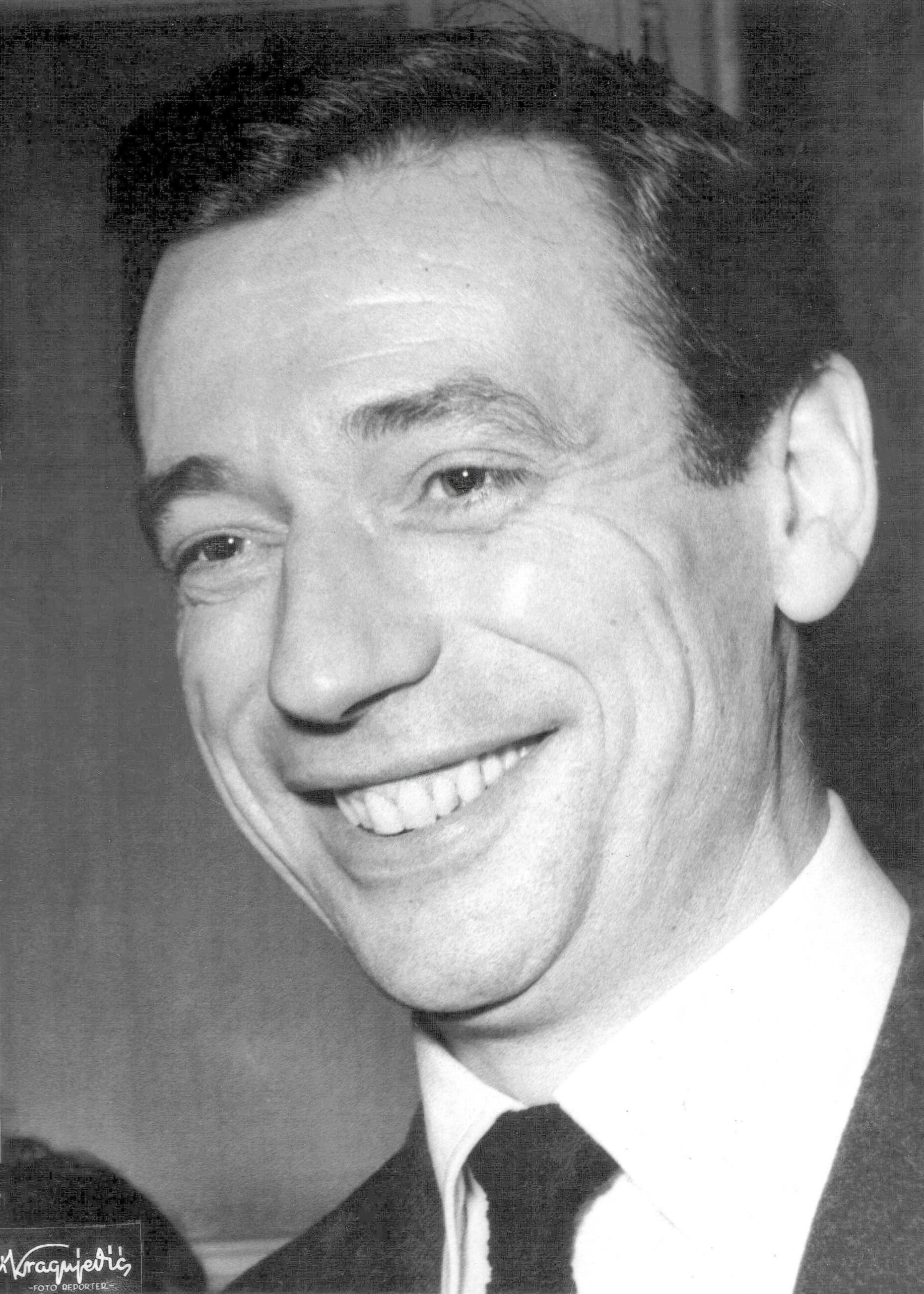
Yves Montand en Yougoslavie lors de sa tournée en 1957 dans les pays d'Europe de l'Est. Portrait par le photographe officiel Stevan Kragujević.

Issu d'une famille ouvrière et militante, Yves Montand suit longtemps les idéaux communistes, dans le sillage de son père qui a dû fuir l'Italie à cause de ses convictions et de son frère Julien Livi (1917-1994) qui tient des responsabilités à la CGT,,. Devenu artiste, après ses boulots ouvriers, l'engagement d'Yves Montrand se précise vraiment à partir de sa rencontre avec Simone Signoret dans les années 1950, qui l'entraîne dans les milieux artistiques et intellectuels parisiens, côtoyant Jean-Paul Sartre et Simone de Beauvoir ou encore Jorge Semprún,,. Sans jamais adhérer au Parti communiste français, il lui fait néanmoins de généreux dons. Montand et Signoret figurent ainsi parmi les plus célèbres « compagnons de route » du parti. Ils signent par exemple l'appel de Stockholm en 1950, pétition contre l'arme atomique. Malgré ses liens avec le parti, Montand n'a pourtant jamais chanté à la fête de l'Humanité,. Sa proximité avec les milieux communistes lui vaut d'être fiché et suivi par les Renseignements généraux et d'y disposer d'un numéro de dossier dès 1949.
Ce courant transparaît dans ses œuvres. L'origine prolétarienne d'Yves Montand, appelé parfois le « prolo chantant », est exploitée dans des chansons « réalistes » (J'aime flâner sur les grands boulevards, Luna Park),,,. L'époque de l'après-guerre est aux chansons et films sur le peuple, le souvenir du Front populaire et la mise en avant d'un Paris ouvrier, que Montand parvient à incarner. Plus tard, en tant qu'acteur, il crée au théâtre avec Simone Signoret la version française des Sorcières de Salem, allégorie du maccarthysme, qu'il reprend ensuite au cinéma. Dans Z, Costa-Gavras lui fait tenir le rôle du député de gauche Grigóris Lambrákis, dont l'assassinat par l'extrême-droite est à l'origine du coup d'État instaurant la dictature des colonels en Grèce.
La répression de l'insurrection de Budapest et la révélation des crimes de Staline en 1956 érodent une première fois ses convictions, en plus d'une tournée en Europe de l'Est qui ébranle sa vision de la société soviétique,,,.
Il adopte une position critique vis-à-vis du communisme, suivant son ami Jorge Semprún, qui écrit certains de ses films. Son opinion reste toutefois discrète, par fidélité pour son père,. Croyant d'abord à une possible réforme du communisme, il rompt définitivement avec le Parti et l'idéologie au moment de l'écrasement du Printemps de Prague en 1968, après la mort de son père, perdant à la suite de cela tout contact avec son frère Julien,.

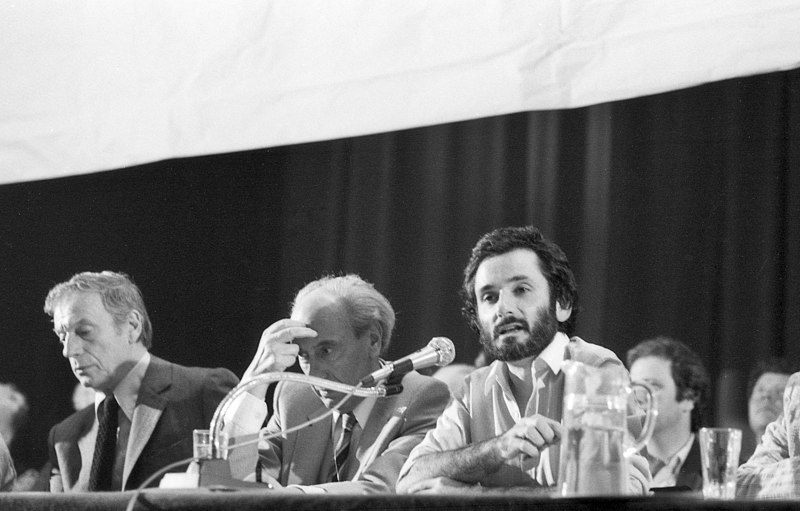
Yves Montand, Artur London et Michel Broué à la Maison de la Mutualité lors d'une réunion de soutien aux pétitionnaires de la Charte 77 emprisonnés en Tchécoslovaquie.

Dès lors, Yves Montand met en avant son reniement du stalinisme tout en poursuivant son engagement à gauche hors du communisme,. Ses chansons abandonnent le terrain politique pour se recentrer sur « les thèmes les plus traditionnels du charme, des sentiments de convention et de la nostalgie ». Au cinéma, après le réquisitoire contre le régime grec, Costa-Gavras continue de dénoncer les totalitarismes de droite comme de gauche. Dans L'Aveu, Montand incarne le vice-ministre tchécoslovaque Artur London incarcéré par le régime communiste lors des procès de Prague, l'acteur expiant par la fiction et la douleur du tournage ses illusions passées,. Dans État de siège, il incarne un agent américain, inspiré de Dan Mitrione, conseiller d'un régime militaire sud-américain, enlevé par l'extrême gauche. En 1973, après le coup d'État de Pinochet, le chanteur décide soudainement de remonter sur scène par soutien au peuple chilien, démarche filmée par Chris Marker dans La Solitude du chanteur de fond,. Il met ainsi sa notoriété au service de causes plus consensuelles, médicales, humanitaires ou politiques,.
Dans les années 1980, ferme opposant au Parti communiste, il critique l'entrée des ministres communistes au gouvernement, soutient l'installation des fusées américaines en Allemagne de l'Ouest et l'intervention française au Tchad, et s'engage en faveur du syndicat polonais Solidarność de Lech Wałęsa. Il connaît un revirement idéologique et adhère au courant d'idées du libéralisme, qui arrive alors en France, promu par le courant de pensée There is no alternative. Dans l'émission télé pédagogique Vive la crise ! (22 février 1984) suivie par 20 millions de personnes, il prône un « capitalisme libéral » tout en avouant ne rien connaître à l’économie. L'historienne Gwénaëlle Le Gras considère qu'il devient « le prototype des stars politiques ». Selon l'universitaire Michel P. Schmitt, Montand endosse à l'époque « le personnage de l'artiste engagé transformé en moraliste grisonnant, pourfendeur de l'oppression et défenseur tous azimuts des droits de l'homme, et dont le discours peut s'autolégitimer de la reconnaissance bruyante de ses erreurs passées ». La popularité de ses interventions médiatiques est telle que l'hypothèse d'une entrée en politique est avancée, allant jusqu'à une potentielle candidature à l'élection présidentielle de 1988, l'érigeant en une sorte de « Ronald Reagan français »,,.
Malgré ses engagements et soutiens publics, il n'a jamais appartenu à un parti politique, mais il est militant des droits de l'homme et du Mouvement de la paix,.

## Postérité

### Enquêtes et révélations posthumes
En 1989, Anne Drossart, ex-comédienne, engage une action en recherche de paternité au nom de sa fille Aurore, née le 6 octobre 1975, pour démontrer que l'acteur est le père de celle-ci. En avril 1990, le tribunal de Paris demande une analyse sanguine, mais Yves Montand refuse de son vivant de se soumettre à cette expertise biologique et conteste la validité des témoignages suggérant des « relations stables et continues » entre lui et Anne Drossart. Ce refus des témoignages (dont celui de Claude Sautet) entraîne l'ouverture d'une instruction pénale qui conclut deux ans plus tard, en 1993, après le décès d'Yves Montand, à l'existence confirmée de cette relation. Le tribunal de grande instance de Paris, par un jugement du 6 septembre 1994 tirant les conséquences probatoires d'un tel refus et s'appuyant sur les conclusions de l'instruction pénale ainsi que « sur la grande ressemblance de la jeune fille », déclare la paternité d'Yves Montand. Les ayants droit d'Yves Montand (Catherine Allégret et Carole Amiel) saisissent la cour d'appel deux ans plus tard, en 1996, pour obtenir la réformation de la décision. Toutes les parties au procès sollicitent du juge que soit autorisée une expertise comparative d'ADN post-mortem. Cette décision fait suite au prélèvement biologique entre Drossart et Valentin Livi qui a conclu, avec une marge d'erreur de 0,1 %, à la non-paternité. Le résultat est contesté par Anne Drossart, les experts déclarent que seuls les tissus de l'acteur-chanteur peuvent apporter la certitude absolue. Sa dépouille est exhumée nuitamment le 11 mars, pour faire l'objet d'un prélèvement à l'institut médico-légal. L'exhumation émeut fortement l'opinion publique et divise les juristes,. Le 11 juin 1998, trois experts remettent à la cour d'appel de Paris leur rapport concluant à la « non-paternité » d’Yves Montand. Les Drossart, défendus par Gilbert Collard, se pourvoient en cassation en 1999. Le pourvoi est rejeté en 2001, clôturant définitivement la procédure.
En 2004, son petit-fils adoptif, Benjamin Castaldi, dans son livre Maintenant, il faudra tout se dire, soutient qu'il y aurait eu une liaison amoureuse filialement perturbante, à la fois dite et non dite et connue de Signoret, entre Yves Montand et sa mère Catherine Castaldi née Allégret, fille de Simone Signoret, élevée par Montand et tout juste majeure. En 2005, quatre mois après les affirmations de son fils Benjamin Castaldi, Catherine Allégret évoque ladite relation avec son père adoptif, dans un livre intitulé Un monde à l'envers, dans lequel elle écrit qu'il se serait livré à des attouchements sur elle au moins une fois quand elle était enfant et qu'il aurait longtemps gardé plus tard une « attitude plus qu'équivoque » à son égard. En réaction, Carole Amiel et Valentin Livi, accompagnés d'une soixantaine de personnalités dont Alain Delon et Line Renaud, viennent rendre hommage à Yves Montand sur sa tombe. Ces déclarations isolent la branche Allégret-Castaldi d'une partie du reste de l'entourage et de la famille de Montand.

### Hommages
- Georges Perec le cite dans son souvenir no 49 de Je me souviens (1978) : « Je me souviens que c'est grâce à Édith Piaf que les Compagnons de la chanson, Eddie Constantine et Yves Montand débutèrent ».
- En 1998, la ville de Paris baptise promenade Signoret-Montand une voie longeant le bassin de la Villette.
- Le théâtre Yves-Montand en Italie

## Filmographie

### Cinéma

#### Longs métrages
- 1945 : Étoile sans lumière de Marcel Blistène : Pierre
- 1946 : Les Portes de la nuit de Marcel Carné : Diego
- 1948 : L'Idole d'Alexander Esway : Fontana
- 1950 : Souvenirs perdus de Christian-Jaque, dans le sketch no 4 : Raoul, le chanteur des rues
- 1951 : Paris est toujours Paris (Parigi è sempre Parigi), de Luciano Emmer - uniquement chanson
- 1951 : L'Auberge rouge de Claude Autant-Lara (non crédité au générique, n'apparaît que par son interprétation de la narration chantée)
- 1951 : Mon ami Pierre de Paula Neurisse et Louis Félix - Uniquement le commentaire -
- 1952 : Paris chante toujours de Pierre Montazel : lui-même
- 1953 : Le Salaire de la peur d'Henri-Georges Clouzot : Mario
- 1953 : La Route du bonheur (Saluti e baci) de Maurice Labro et Giorgio Simonelli : lui-même (participation)
- 1954 : Quelques pas dans la vie (Tempi nostri) d'Alessandro Blasetti et Paul Paviot : Vasco
- 1954 : L'Air de Paris de Marcel Carné - Uniquement la voix
- 1955 : Les héros sont fatigués d'Yves Ciampi : Michel Rivière
- 1955 : Napoléon de Sacha Guitry : le Maréchal Lefebvre
- 1955 : Marguerite de la nuit de Claude Autant-Lara : M. Léon
- 1956 : Hommes et Loups (Uomini e lupi) de Giuseppe De Santis : Ricuccio
- 1957 : La Rose des vents (Die Windrose) de Joris Ivens et Yannick Bellon, dans le sketch : Un matin comme les autres - Yves
- 1957 : Les Sorcières de Salem de Raymond Rouleau : John Proctor
- 1957 : Un dénommé Squarcio (La grande strada azzurra) de Gillo Pontecorvo : Giovanni Squarcio
- 1958 : Premier mai (Festa di maggio) de Luis Saslavsky : Jean Meunier
- 1958 : Les Vikings (The Vikings) de Richard Fleischer - Uniquement la narration -
- 1958 : Django Reinhardt de Paul Paviot : voix off récitant
- 1959 : La Loi (La legge) de Jules Dassin : Matteo Brigante
- 1960 : Le Milliardaire (Let's Make Love) de George Cukor : Jean-Marc Clément / Alexander Dumas
- 1961 : Sanctuaire (Sanctuary) de Tony Richardson : Candy
- 1961 : Aimez-vous Brahms ? (Goodbye Again) d'Anatole Litvak : Roger Demarest
- 1962 : Ma geisha (My Geisha) de Jack Cardiff : Paul Robeix
- 1963 : Le Joli Mai de Chris Marker - Uniquement la narration -
- 1965 : Compartiment tueurs de Costa-Gavras : l'inspecteur Grazziani, dit « Grazzi »
- 1966 : La Guerre est finie d'Alain Resnais : Diego Mora
- 1966 : Paris brûle-t-il ? (Is Paris Burning?) de René Clément : Marcel Bizien
- 1966 : Grand Prix de John Frankenheimer : Jean-Pierre Sarti
- 1967 : Vivre pour vivre de Claude Lelouch : Robert Colomb
- 1968 : Un soir, un train d'André Delvaux : Mathias
- 1969 : Mister Freedom de William Klein : le Capitaine Formidable
- 1969 : Z de Costa-Gavras : le député
- 1969 : Le Diable par la queue de Philippe de Broca : le baron César
- 1969 : Dieu a choisi Paris de Gilbert Prouteau - Uniquement la voix
- 1970 : L'Aveu de Costa-Gavras : Artur
- 1970 : Melinda, (On a Clear Day You Can See Forever) de Vincente Minnelli : Dr Marc Chabot
- 1970 : Le Cercle rouge de Jean-Pierre Melville : Jansen
- 1971 : La Folie des grandeurs de Gérard Oury : Blaze
- 1972 : État de siège de Costa-Gavras : Philip Michael Santore
- 1972 : Tout va bien de Jean-Luc Godard : Jacques
- 1972 : César et Rosalie de Claude Sautet : César
- 1973 : Le Fils de Pierre Granier-Deferre : Ange Orahona
- 1973 : Les Deux Mémoires de Jorge Semprún - Uniquement la narration[Note 4] -
- 1974 : La Solitude du chanteur de fond de Chris Marker (documentaire)
- 1974 : Le Hasard et la Violence de Philippe Labro : Laurent Bermann
- 1974 : Vincent, François, Paul... et les autres de Claude Sautet : Vincent
- 1974 : Vive la France de Michel Audiard - documentaire, uniquement le narrateur -
- 1975 : Section spéciale de Costa-Gavras (simple apparition)
- 1975 : Le Sauvage de Jean-Paul Rappeneau : Martin
- 1976 : Police Python 357 d'Alain Corneau : l'inspecteur Marc Ferrot
- 1977 : Le Grand Escogriffe de Claude Pinoteau : Morland
- 1977 : La Menace d'Alain Corneau : Henri Savin
- 1977 : Le fond de l'air est rouge de Chris Marker - participation -
- 1978 : Les Routes du sud de Joseph Losey : Jean Larréa
- 1979 : Clair de femme de Costa-Gavras : Michel
- 1979 : I… comme Icare d'Henri Verneuil : le procureur Henri Volney
- 1981 : Le Choix des armes d'Alain Corneau : Noël Durieux
- 1982 : Tout feu, tout flamme de Jean-Paul Rappeneau : Victor Valance
- 1983 : Garçon ! de Claude Sautet : Alex
- 1985 : Tempête de neige sur la jungle de Jacques-Yves Cousteau - documentaire, uniquement narration -
- 1986 : diptyque Jean de Florette et Manon des sources de Claude Berri : César Soubeyran dit « le Papet »
- 1987 : Beyond Therapy de Robert Altman - uniquement le narrateur
- 1988 : Trois Places pour le 26 de Jacques Demy : lui-même
- 1991 : Netchaïev est de retour de Jacques Deray : Pierre Marroux
- 1992 : IP5 : L'île aux pachydermes de Jean-Jacques Beineix : Léon Marcel

Le prénom César est plusieurs fois présent dans sa filmographie, on peut citer, par ordre chronologique :
- Le baron César du Diable par la queue de Philippe de Broca.
- Dans La Folie des grandeurs de Gérard Oury, il est Blaze, le valet de Don Salluste / Louis de Funès, lequel lui fait endosser l’identité du brigand César.
- César, le macho craquant de César et Rosalie, de Claude Sautet, avec Rosalie/Romy Schneider.
- Et enfin, le Papet César Soubeyran de Marcel Pagnol, dans les films de Claude Berri, Jean de Florette et Manon des sources.

#### Courts et moyens métrages
- 1945 : Silence...antenne de René Lucot - court métrage -
- 1949 : La Ville et ses chansons de Jacques Planche - court métrage
- 1953 : Étoiles au soleil de Jacques Guillon : lui-même - court métrage
- 1966 : Rotterdam Europort de Joris Ivens - court métrage, uniquement le commentaire
- 1966 : Le Cours d'une vie : Louis Lecoin de Jean Desvilles et Jacques d'Arribehaude - court métrage, uniquement le commentaire
- 1969 : Le Deuxième Procès d'Arthur London de Chris Marker - moyen métrage
- 1969 : Jour de tournage de Chris Marker - court métrage
- 1974 : T'es fou Marcel... de Jean Rochefort - court métrage
- 1974 : Una mariposa en la noche d'Armando Bo - court métrage, uniquement la voix
- 1977 : Jacques Prévert de Jean Desvilles - court métrage, documentaire : uniquement voix off

#### Box-office

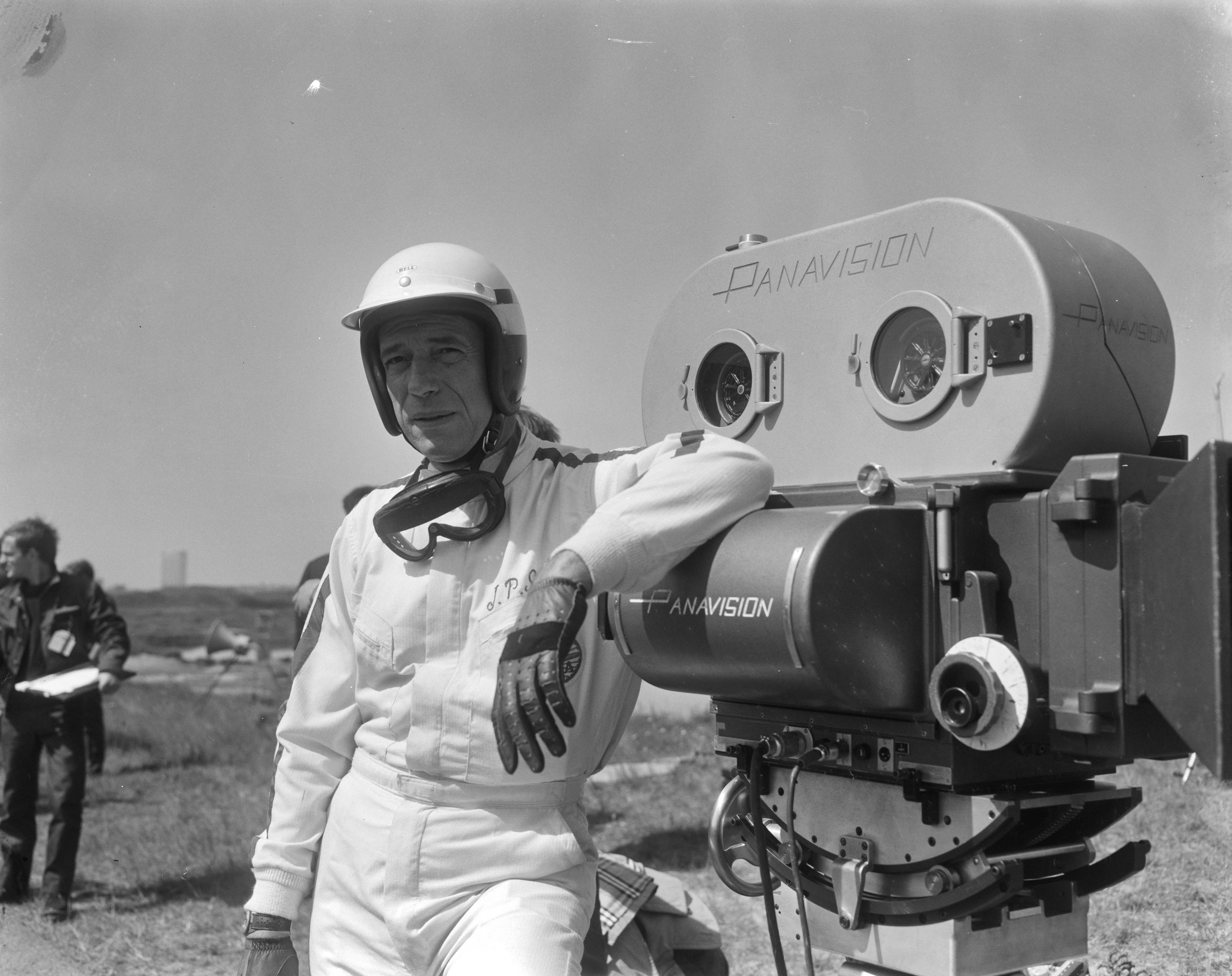
Yves Montand sur le tournage de Grand Prix en 1966, l'un de ses plus grand succès dans le monde.

Yves Montand cumule 94 739 993 entrées sur 39 films répertoriés au box office, en France. À Paris, Le Salaire de la peur reste son meilleur chiffre avec 1 601 140 entrées.
Ses films ont été également exportés principalement :
- en Italie depuis le succès du Salaire de la Peur qui fera finalement 3 300 000 entrées, exploitation d’abord sporadique, puis de plus en plus régulière ;
- en Espagne de manière régulière à partir de 1965 avec Compartiment tueurs.

Grand Prix reste l’un de ses plus beaux succès à l’étranger avec 1 720 456 en Espagne et 3 500 000 en Italie.
Dans le tableau, sont comptabilisées et classées les entrées France des films auxquels Yves Montand a participé. Pour certains films, l’année de comptabilisation diffère de l’année de tournage et de production pour des raisons de sortie et d’exploitation en salle différée.
| Film                                               | Année | Réalisateur                        | Entrées           |
| -------------------------------------------------- | ----- | ---------------------------------- | ----------------- |
| Jean de Florette                                   | 1986  | Claude Berri                       | 7 223 657 entrées |
| Le Salaire de la peur                              | 1953  | Henri-Georges Clouzot              | 6 944 306 entrées |
| Manon des Sources                                  | 1986  | Claude Berri                       | 6 645 117 entrées |
| La Folie des grandeurs                             | 1971  | Gérard Oury                        | 5 565 824 entrées |
| Napoléon                                           | 1955  | Sacha Guitry                       | 5 405 252 entrées |
| Paris brûle-t-il ?                                 | 1966  | René Clément                       | 4 946 274 entrées |
| Le Cercle rouge                                    | 1970  | Jean-Pierre Melville               | 4 339 821 entrées |
| Z                                                  | 1969  | Costa-Gavras                       | 3 952 913 entrées |
| Paris chante toujours !                            | 1952  | Pierre Montazel                    | 3 144 242 entrées |
| Vivre pour vivre                                   | 1967  | Claude Lelouch                     | 2 936 035 entrées |
| Les héros sont fatigués                            | 1955  | Yves Ciampi                        | 2 874 200 entrées |
| Vincent, François, Paul... et les autres           | 1974  | Claude Sautet                      | 2 807 800 entrées |
| La Route du bonheur (Saluti e baci)                | 1953  | Maurice Labro et Giorgio Simonelli | 2 712 791 entrées |
| César et Rosalie                                   | 1972  | Claude Sautet                      | 2 577 865 entrées |
| Les Portes de la nuit                              | 1946  | Marcel Carné                       | 2 559 337 entrées |
| Aimez-vous Brahms…                                 | 1961  | Anatole Litvak                     | 2 387 793 entrées |
| Souvenirs perdus                                   | 1950  | Christian-Jaque                    | 2 382 245 entrées |
| La Loi                                             | 1959  | Jules Dassin                       | 2 381 000 entrées |
| Le Sauvage                                         | 1975  | Jean-Paul Rappeneau                | 2 373 738 entrées |
| Tout feu, tout flamme                              | 1982  | Jean-Paul Rappeneau                | 2 279 445 entrées |
| L'Aveu                                             | 1970  | Costa-Gavras                       | 2 140 297 entrées |
| L'Air de Paris                                     | 1954  | Marcel Carné                       | 2 074 167 entrées |
| I… comme Icare                                     | 1979  | Henri Verneuil                     | 1 829 220 entrées |
| Le Choix des armes                                 | 1981  | Alain Corneau                      | 1 787 299 entrées |
| Clair de femme                                     | 1979  | Costa-Gavras                       | 1 767 803 entrées |
| Les Sorcières de Salem                             | 1957  | Raymond Rouleau                    | 1 686 749 entrées |
| Étoile sans lumière                                | 1945  | Marcel Blistène                    | 1 651 284 entrées |
| Le Diable par la queue                             | 1969  | Philippe de Broca                  | 1 620 703 entrées |
| Police Python 357                                  | 1976  | Alain Corneau                      | 1 464 582 entrées |
| Garçon !                                           | 1983  | Claude Sautet                      | 1 434 467 entrées |
| Le Milliardaire                                    | 1960  | George Cukor                       | 1 434 281 entrées |
| La Menace                                          | 1977  | Alain Corneau                      | 1 346 966 entrées |
| Marguerite de la nuit                              | 1955  | Claude Autant-Lara                 | 1 309 923 entrées |
| Hommes et Loups (Uomini e lupi)                    | 1957  | Giuseppe De Santis                 | 1 285 991 entrées |
| L'Idole                                            | 1948  | Alexander Esway                    | 1 210 540 entrées |
| Compartiment tueurs                                | 1965  | Costa-Gavras                       | 1 079 154 entrées |
| État de siège                                      | 1972  | Costa-Gavras                       | 1 067 741 entrées |
| Grand Prix                                         | 1967  | John Frankenheimer                 | 996 315 entrées   |
| Un dénommé Squarcio (La grande strada azzurra)     | 1958  | Gillo Pontecorvo                   | 923 371 entrées   |
| IP5                                                | 1992  | Jean-Jacques Beineix               | 855 136 entrées   |
| Le Fils                                            | 1973  | Pierre Granier-Deferre             | 830 931 entrées   |
| La Guerre est finie                                | 1966  | Alain Resnais                      | 778 596 entrées   |
| Le Hasard et la Violence                           | 1974  | Philippe Labro                     | 717 036 entrées   |
| Le Grand Escogriffe                                | 1977  | Claude Pinoteau                    | 708 219 entrées   |
| Ma geisha                                          | 1962  | Jack Cardiff                       | 684 781 entrées   |
| Les Routes du sud                                  | 1978  | Joseph Losey                       | 561 951 entrées   |
| Premier mai (Festa di maggio, Le Père et l’Enfant) | 1959  | Luis Saslavsky                     | 529 798 entrées   |
| Un soir, un train                                  | 1968  | André Delvaux                      | 318 632 entrées   |
| Trois Places pour le 26                            | 1988  | Jacques Demy                       | 295 017 entrées   |
| Quelques pas dans la vie (Tempi nostri)            | 1954  | Alessandro Blasetti et Paul Paviot | 209 314 entrées   |
| Netchaïev est de retour                            | 1991  | Jacques Deray                      | 182 515 entrées   |
| Tout va bien                                       | 1972  | Jean-Luc Godard                    | 157 162 entrées   |
| Sanctuaire (Sanctuary)                             | 1961  | Tony Richardson                    | 132 623 entrées   |
| Mister Freedom                                     | 1969  | William Klein                      | 126 312 entrées   |
| Beyond Therapy                                     | 1987  | Robert Altman                      | 101 315 entrées   |
| Melinda (On a Clear Day You Can See Forever)       | 1970  | Vincente Minnelli                  | 28 456 entrées    |

## Théâtre
- 1948 : Le Chevalier Bayard opérette, mise en scène Alfred Pasquali, Alhambra
- 1954 : Les Sorcières de Salem d'Arthur Miller, mise en scène Raymond Rouleau, Théâtre Sarah-Bernhardt
- 1963 : Des clowns par milliers d'Herb Gardner, mise en scène Raymond Rouleau, Théâtre du Gymnase

## Publication
- Yves Montand, Du soleil plein la tête, souvenirs recueillis par Jean Denys, Les Éditeurs français réunis, 1955.

## Distinctions

### Récompenses
- Festival international du film de Karlovy Vary 1957 : Meilleur acteur pour Les Sorcières de Salem (prix collectif remporté avec Simone Signoret et Mylène Demongeot)
- Primetime Emmy Awards 1962 : meilleure prestation individuelle pour une émission de variétés ou musicale pour Yves Montand on Broadway (1961) sur ABC
- David di Donatello 1973 : David di Donatello du meilleur acteur étranger pour César et Rosalie (ex æquo avec Laurence Olivier pour Le Limier)
- Bambi 1976 pour Le Sauvage (partagé avec Catherine Deneuve)
- Festival du film de Taormine 1976 : Meilleur acteur pour Police Python 357
- 1988 : Hommage au gala du Film at Lincoln Center

### Nominations
- BAFA 1961 : Meilleur acteur étranger pour Le Milliardaire
- National Society of Film Critics Awards 1967 : Meilleur acteur pour La guerre est finie (ex æquo avec Marcello Mastroianni)
- New York Film Critics Circle Awards 1967 : Meilleur acteur pour La guerre est finie
- César 1980 : Meilleur acteur pour I… comme Icare
- César 1984 : Meilleur acteur pour Garçon !
- BAFA 1988 : British Academy Film Award du meilleur acteur pour Jean de Florette